# JAS 39 Gripen

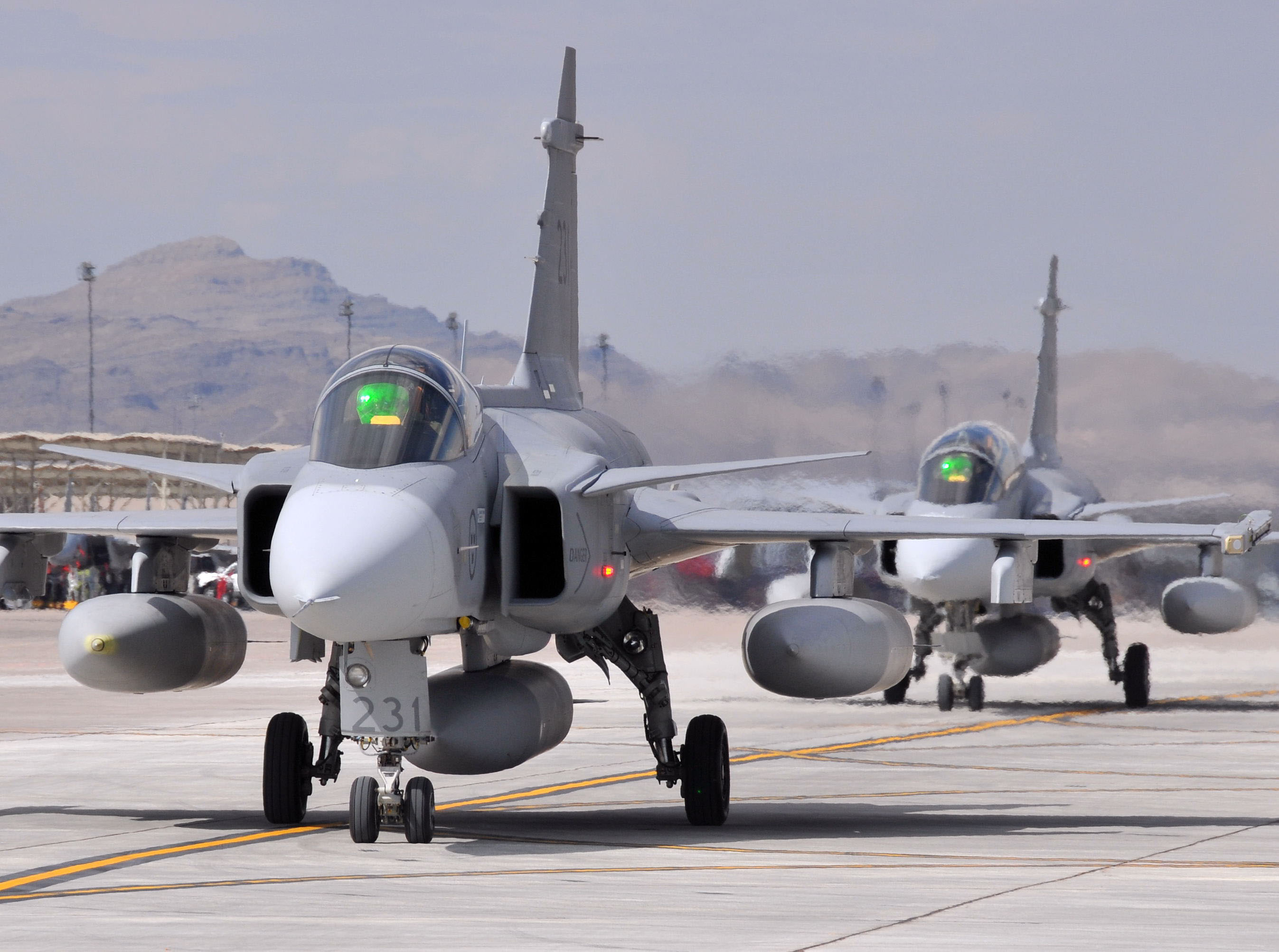
Egy-egy svéd JAS 39C és JAS 39D a Red Flag 08/3 hadgyakorlaton, Nevadában, a Nellis légibázison. A gépek alá három-három 1275 literes tüzelőanyag-póttartályt függesztettek

A JAS 39 Gripen ( svéd, magyarul: Griffmadár) négy és feledik generációs könnyű vadászbombázó repülőgép, amelyet a svéd Saab, Ericsson, Volvo és Celsius Aerotech cégből megalakult konzorcium, az Industrigruppen JAS gyárt. Tervezésénél alapvető szempont volt a többfeladatúság, amit a típusneve is tükröz, a JAS a Jakt (Vadász), Attack (Támadó), Spaning (Felderítő) szavak rövidítése. A típust 1996-ban állították szolgálatba a Svéd Királyi Légierőben, amely összesen 204 repülőgépet (176 együléses+28 kétüléses) rendelt. Eddig a Cseh Légierő (12 + 2 db), a Magyar Légierő, (12 + 2 db) a Dél-afrikai Légierő (19 + 9 db), a Thai Királyi Légierő (12 db) valamint a Brazil Légierő (36 db) vásárolta meg a típust. A cseh és magyar megrendelők részére gyártott vagy átalakított változatok NATO-kompatibilisek.

## Történet
A svéd kormányzat 1978-ban döntötte el, hogy a Légierőnek új repülőgépre van szüksége az elavulófélben lévő J 35 Draken és JA 37 Viggen repülőgépeinek leváltására. A svéd repülőipar megkezdte egy új repülőgép tervezését, amely a British Aerospace cég BAe P106 és P112 jelzésű "könnyű STOL Eurofighter" koncepcióin alapult.  Ezek nyomán készültek el a Saab Project 2105 és 2110 jelzésű modellek, amelyeket a Gripen szélcsatorna-kísérleteihez megépítettek. 
A Svéd Légierő eközben elvégezte az összehasonlítható típusok, többek között az amerikai F–16 és F/A–18 repülőgépek teljesítményének kiértékelését (megfontolták ennek a két típusnak a rendszeresítését is). Az első típus azért nem felelt meg, mert az előírt 60 másodperc helyett legalább 3 percre volt szüksége a riasztástól számítva a kigurulás megkezdéséig, továbbá a korai F-16A változatokat még nem szerelték fel látóhatáron túli célra indítható Sparrow rakétákkal, így elfogóvadász célra azokat nem tartották alkalmasnak. Az F/A–18 típus esetén az ikerhajtóműves kialakításból eredő magasabb költségeket és az elfogóvadász feladathoz kissé alacsony 1,8 Mach maximális sebességet kifogásolták a döntnökök. A hazai svéd gép kifejlesztése végső soron a katonai semlegességből és a saját ipari szféra támogatásának igényéből eredő politikai döntés volt (a szomszédos és szintén semleges Finnország később az F–18 típust választotta).
A háromfeladatú svéd vadászrepülőgép kifejlesztéséről szóló döntést 1982-ben hozták meg, ebben az évben nevezték el a repülőgépet, pályázat útján, Gripennek (griffmadár). A berepülés 1988-ban kezdődött meg, és 1996 decemberéig tartott. Két prototípus zuhant le a berepülési program alatt, az első 1989 februárjában, a második 1993 augusztusában, mindkettő a számítógépes irányítórendszer szoftverének problémái miatt. A balesetekről készült felvételeket a svéd közszolgálati televízió késedelem nélkül bemutatta, ami miatt a repülőgépet a svéd közvélemény megbízhatatlannak tartotta. A valóságban azonban nem volt olyan rossz ez az arány, ugyanis az elődtípus J 37 Viggen berepülési programja alatt hét repülőgépet vesztettek el. A Gripen rendszerbe állítása óta még három repülőgép zuhant le, egy 1999. szeptember 20-án, egy 2005. június 1-jén, egy pedig 2007. április 21-én, ez utóbbi miatt a teljes Gripen-flottára – így a magyar gépekre is – repülési tilalmat rendeltek el egy időre.

### A BAe Systems részvétele
1995-ben a Saab Military Aircraft és a Gripen aerodinamikai tervezésében eredetileg is részt vevő British Aerospace cég (ma BAE Systems) közös vállalkozást alapított Saab-BAe Gripen AB néven. A Saab számára a közös cég fő előnye a BAe nagy tapasztalata volt a globális marketing terén, a BAe pedig a könnyű Hawk kiképző repülőgép és a komoly Tornado és Eurofighter vadászbombázók közötti szegmensben ajánlhatott repülőgépet. A BAe emellett a repülőgépek gyártásából is részt vállalt. 2001-ben a közös céget átkeresztelték a Gripen International névre. 2005-től a Saab egyedül folytatja a repülőgép értékesítését.

### Korrupciógyanús ügyletek

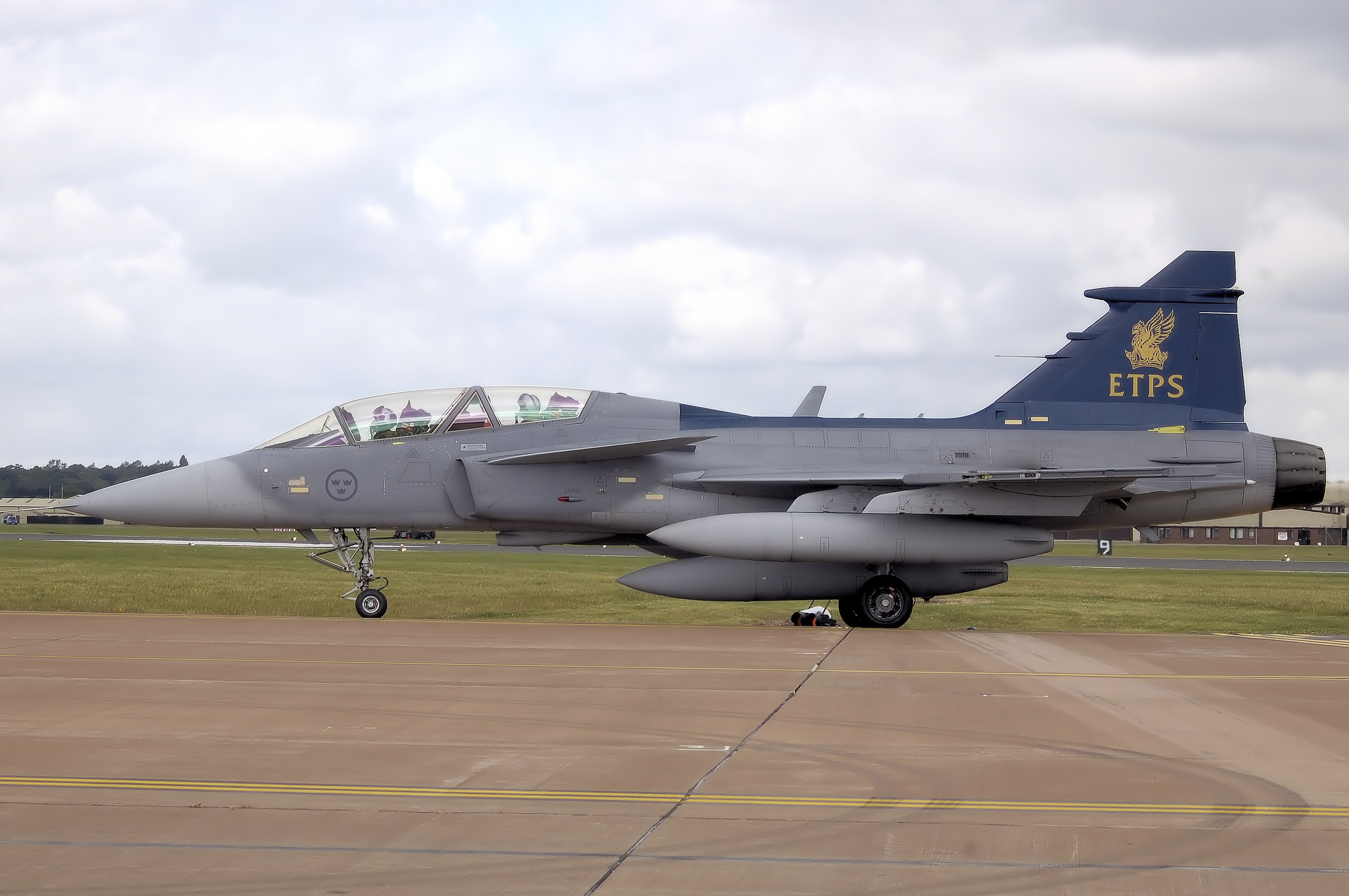
Az angol Empire Test Pilots' School által használt JAS 39 Gripen

2003 októberében a Saab és a BAE aláírt egy megállapodást, ami a Gripenek közvetítők bevonásával történő értékesítését kivette a Saab korrupcióellenes irányelveinek hatálya alól, annak ellenére, hogy az ügynöki díjak felét a svéd cég állta. Ezt megállapodást a felek 2006 januárjában változatlan szöveggel megújították. Ez különösen annak a fényében érdekes, hogy a brit rendőrség információi szerint a BAE ellen többek között Szaúd-Arábiában, Tanzániában, Csehországban és Romániában is felmerültek vesztegetési vádak.
A Svéd Televízió tényfeltáró műsora, az Uppdrag Granskning szerint a Gripenek cseh eladására három ügynöki szerződést írtak alá. Egy osztrák üzletember, Alfons Mensdorff-Pouilly 1999 novemberében kötött közvetítői megállapodást a BAE-vel, amit a Saab marketingigazgatója is szignált. Sikeres üzletkötés esetére az egy milliárd angol font nagyságrendű üzlet 4%-át irányozták elő közvetítői díjnak. Azaz a jutalék összege megközelítette a 15 milliárd forintot. Egy cseh közvetítő, Richard Hava egy publikus marketingszerződés alapján támogatta a harci gépek marketingkampányát. Egy Genfben megkötött titkos megállapodás szerint azonban neki is 2%-os jutalék járt. Továbbá, Otto Jelinek, cseh származású kanadai politikus és üzletember is elismerte, hogy a BAE-nek dolgozott. A Svéd TV szerint Jelinek cégei különböző off-shore vállalatokon több áttételen keresztül részesültek a BAE pénzeiből. Johan Lehander, a Gripen International ügyvezetője korábban úgy nyilatkozott, hogy a közvetítői díjak 10 millió svéd korona (kb. 274 millió forint) alatt voltak. Amikor szembesítették őt az ügynöki szerződések nagyságrendjével, az üzlet volumenéhez illeszkedő döntésként jellemezte az ügyet.
A svéd tévések rejtett kamerái előtt cseh parlament elnöke, Premysl Sobotka, valamint Jitka Sietlova és Michael Zantovsky képviselők is elismerték, hogy a szavazás előtt előnyöket, befektetéseket, illetve kb. 270 millió forintnak megfelelő összeg pártkasszába történő befizetését ajánlották részükre, amennyiben megszavazzák a vásárlást. Jan Kavan, akkori belügyminiszter szerint is – legalábbis a parlamentben – sokak számára nyílt titok volt, hogy az ügyben pénzek cseréltek gazdát. Ezt követően Kavan úgy nyilatkozott, hogy a kapcsolatain keresztül nyomást tud gyakorolni egy esetleges nyomozásra az ügyben.
Bár a magyar Gripen-ügylet esetében a tárgyalások hivatalosan a svéd és a magyar állami szervek között zajlottak, a Svéd TV tényfeltáró műsora szerint három hónappal a szerződés nyélbeütése után Alfons Mensdorff-Pouilly közvetítői szolgálataiért a Red Diamond és a Prefinor International off-shore cégeken keresztül körülbelül kétmilliárd forintnyi juttatásban részesült. Az ügyben magyar kormánybizottság alakult, illetve Christer van der Kwast ügyész vezetésével a svéd hatóságok is vizsgálatot indítottak.

### Export
Bár Svédország korábban nem exportált nagy számban vadászrepülőgépeket, a hidegháború végeztével a svéd légierő leépítése miatt a megrendelt Gripenek számát folyamatosan csökkentették, az eredeti 350 repülőgép helyett ma csak 204 darabot terveznek rendszerbe állítani, emiatt a gyártók számára fontossá vált újabb vevők felkutatása, ami miatt a kilencvenes években intenzív marketingtevékenységbe kezdtek, bár ennek sikeressége mérsékelt volt. Az exportmegrendeléseken túl az angol Empire Test Pilots' School katonai repülőiskola használja a Gripeneket kiképzésre.

#### Dél-Afrikai Légierő

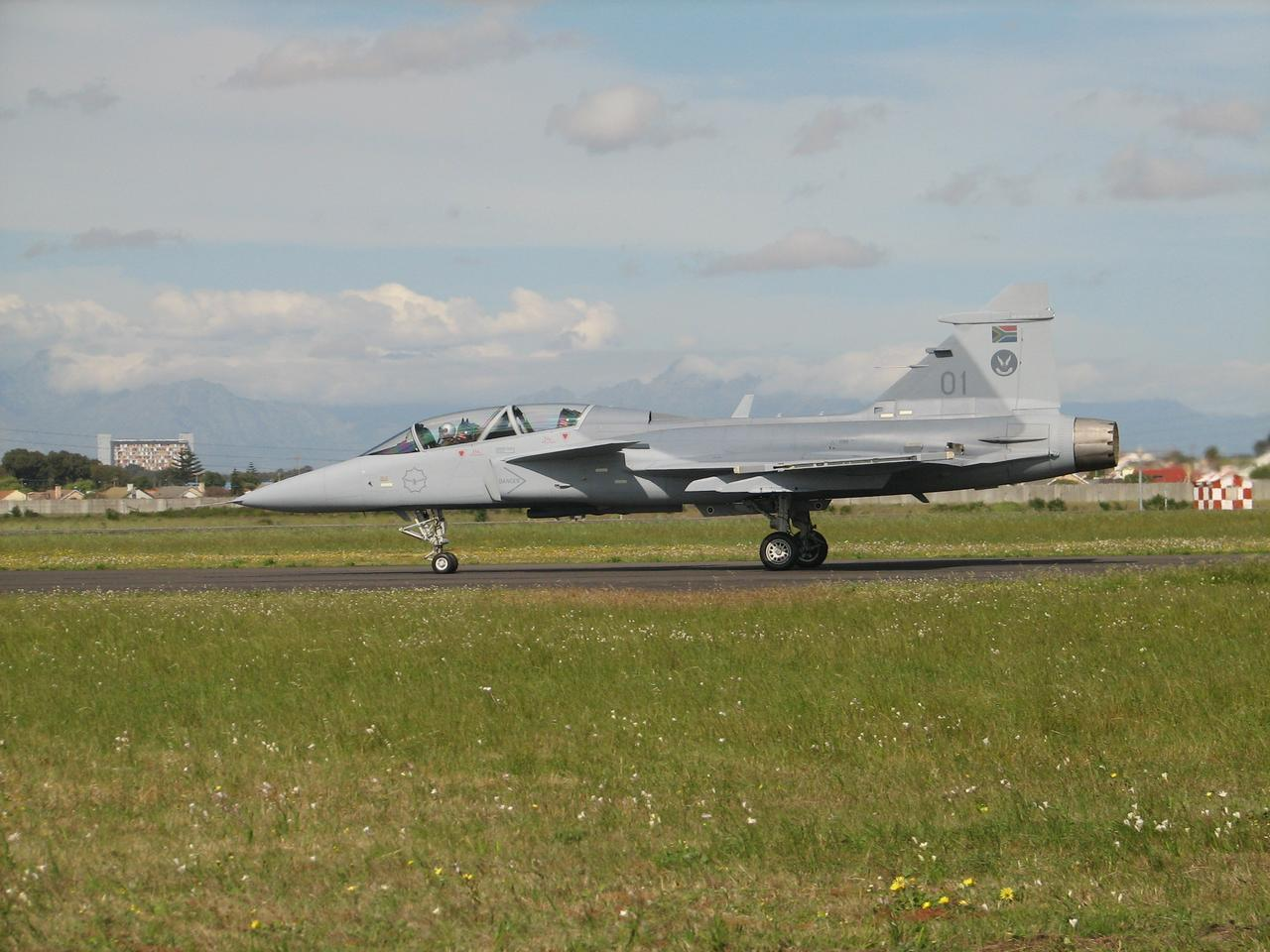
A Dél-afrikai Légierő kétüléses JAS 39D Gripen gépe

A Gripen első megrendelője a Dél-afrikai Légierő volt, 1998 novemberében választották a típust az F–16, az F/A–18 és a Mirage 2000 ellenében. Összesen 9 JAS 39D (2006-2008 közötti szállítással) vásárlását tervezik, a 19 JAS 39C-re pedig opciót kötöttek (2009-2012 közötti szállítással). A törzs középrészét saját repülőgépgyáruk, a Denel gyártja, hasonlóan az új fegyverpilonokhoz, amelyek NATO-kompatibilisek, így többek között a magyar gépekre is ezek kerülnek. Nagyrészt saját gyártású fegyverekkel látják el a repülőgépeket: a V–3E A-Darter infravörös irányítású légi közelharcrakétával, a V4 R–Darter aktív lokátoros önirányítású légiharc-rakétával, a MUPSOW légvédelem hatótávolságán kívülről indítható (standoff) fegyverrel, Raptor II lézerirányítású siklóbombával. Fejlesztés alatt áll az Umbani elnevezésű GPS/INS irányítókészlet, amelyet a 227 és 554 kilogrammos Mk 82 és Mk 83 bombákra lehet felszerelni, hasonlóan a JDAM készlethez. A gépek a Louis Trichardt légibázisra kerülnek, ahol az elöregedő Cheetah gépeket váltják le. 2008 decemberéig 5 JAS 39D érkezett az országba.
A SAAF Gripenjeinek első éles próbája a 2010-es futball-világbajnokság volt, amelynek során 11 géppel 51 légtérbiztonsági bevetést teljesítettek és olyan sok földháttérben, alacsonyan repülő légtérsértő kisgépet derítettek fel, hogy több ízben a légierő BAe Hawk gyakorlógépeit is emelni kellett az összes szabálytalankodó elfogására. (A radar nélküli Hawk 120-asokat a kétféle, légiharc és időjárási célú radarral is felszerelt kétüléses dél-afrikai Gripenek-D gépek egyfajta mozgó légiirányítási központként tevékenykedve vezették célra).
A világbajnokság során a helyben már hónapok óta használt kétüléses Gripen-D gépek 98%, a frissen szállított és még gyermek-betegségekkel küzdő együléses Gripen-C gépek 89% bevethetőségi rátát produkáltak – mindkettő kiváló érték. A foci-VB lezárása után a súlyos költségvetési megszorítások miatt felmerült a SAAF Gripen flottájának tartalékba helyezése, a légierő azonban kikövetelte a típus további üzemeltetését.
Pénzhiány miatt 12 vadászbombázó tárolását határozta el a Dél-afrikai Légierő (SAAF). Az első gépek tárolását ráadásul nem is most végezték el, egyes példányok már 2010 óta vákuumfóliában tengetik napjaikat. A 26 üzembe állított gépből jelenleg 10 (vagy még annál is kevesebb) bevethető Gripen.

#### Magyar Légierő

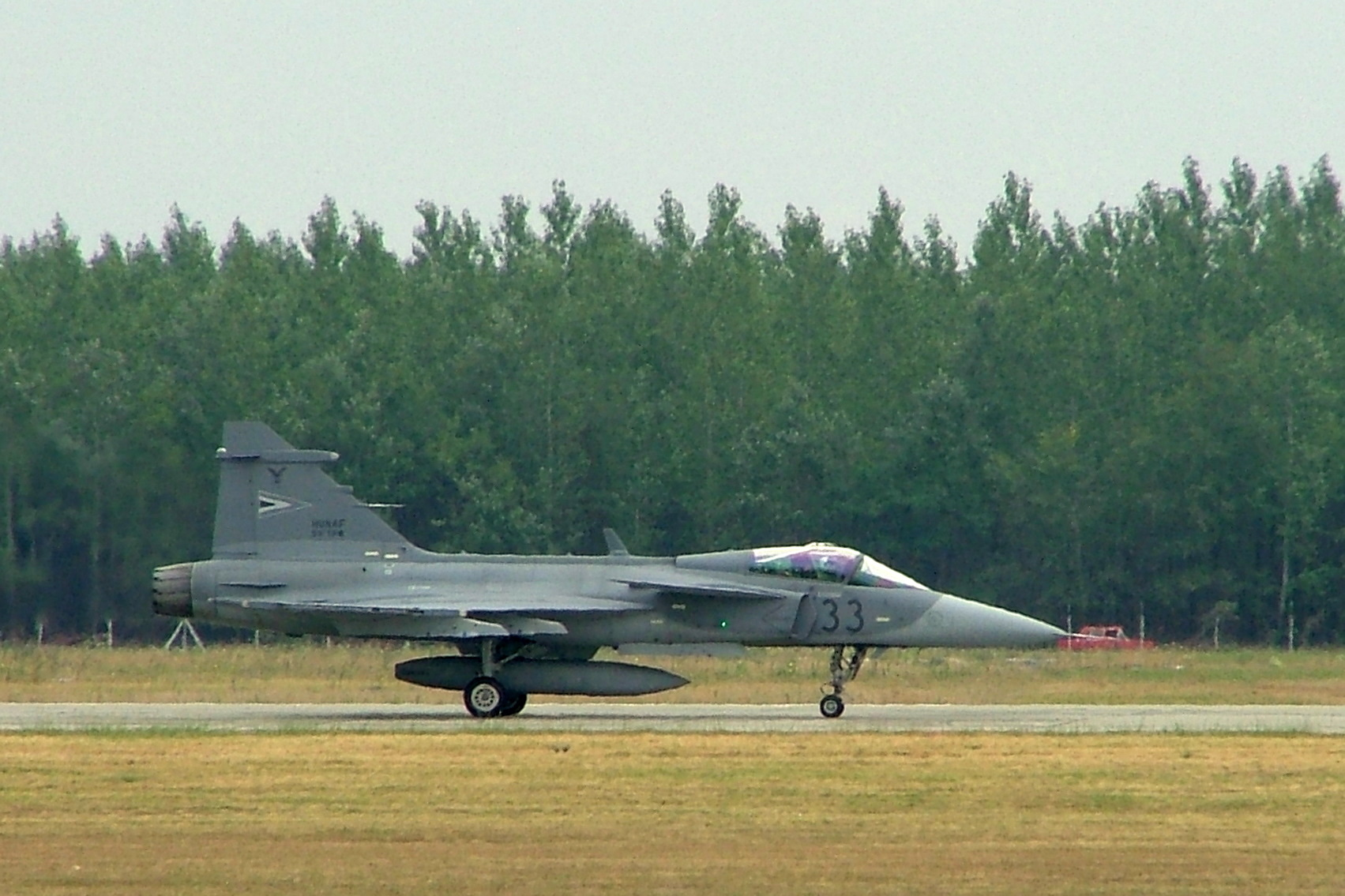
A Magyar Honvédség JAS 39C EBS HU repülőgépe a 2007-es Kecskeméti repülőnapon

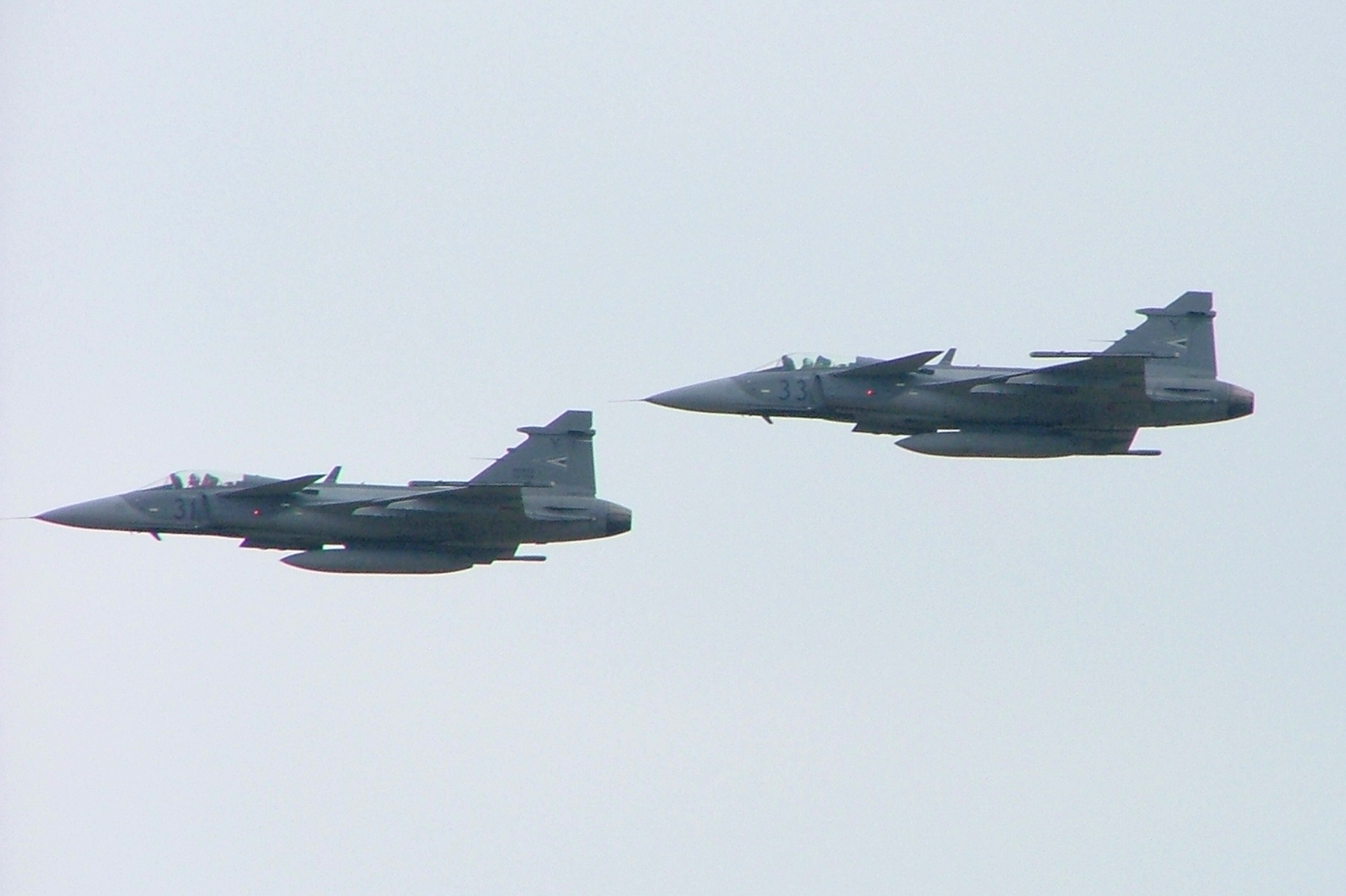
Magyar JAS 39 géppár a levegőben

Magyarországon az elavult szovjet vadászrepülőgépek lecserélése nagyon korán, a délszláv háború idején vetődött fel először komolyan, mert a Jugoszláv Légierő gépei többször is megsértették a magyar légteret, egy esetben tévedésből Barcsra kazettás bombát dobtak. Az akkori honvédelmi miniszter, Für Lajos, az ország veszélyeztetettségének csökkentése érdekében nyugati harci repülőgépek beszerzését kísérelte meg, de az Egyesült Államok vezetése elzárkózott a használt F–16-osok eladásától az akkor még politikailag instabil térségbe. Eközben Oroszország a szovjet államadósság ellentételezésére 900 millió dollár értékben felajánlott 28 darab MiG–29-est, amit hazánk elfogadott nem utolsósorban azért, mert nem kellett értük fizetni, és azért is, mert meglehetősen bizonytalan adósságot törlesztettek így. A repülőgépeket 1993 folyamán leszállították.
A Magyar Honvédség már a Horn-kormány idején pályázatot írt ki két századnyi korszerű vadászrepülőgép beszerzésére, amelyen a Gripen mellett az F–16, az F/A–18 és a Mirage 2000 is indult.
Az 1998-as országgyűlési választások után a pályázatot először elnapolták, majd az Orbán-kormány alatt a beszerzendő repülőgépek számát egy századnyira csökkentették, és csak használt repülőgépeket terveztek beszerezni. Emellett tervbe vették a MiG–29-esek nagyjavítását és korszerűsítését is, ez utóbbi jelentős késéssel valósult meg. A biztos befutónak számító, török, amerikai és belga forrásból is felajánlott F–16-os helyett a 14 db JAS 39A/B lízingeléséről szóló, nagy meglepetést keltő döntést 2001. szeptember 10-én jelentették be. A közbeszerzési eljárás helyett egy kormányülésen hozott döntést a svéd ajánlat nagyobb ellentételezési csomagjával indokolták.
A 2002-es választások után a hatalomra jutott szocialista-szabad demokrata koalíció a repülőgépek képességeinek jelentős növelése, és a megkötött szerződés módosítása mellett döntött, véleményük szerint ugyanis a felajánlott repülőgépek nem jelentettek volna képességnövekedést a MiG–29-esekhez képest, csak a korábban hangsúlyt kapott nemzeti légvédelmi feladatok ellátására lettek volna alkalmasak, a NATO által támasztott minimális igényeket (légi utántöltés lehetősége, adatátviteli rendszer) sem tudták kielégíteni, a szeptember 10-én megkötött szerződés ugyanakkor Országgyűlési Határozatot is sértett. Mivel a megrendelt gépek a NATO-célok teljesítésére alkalmatlanok voltak, ezért a szerződés módosítására lett szükség, ami az eredeti értelmében jelentős költségnövekedést eredményezett, a szerződésben foglalt összeg így 160 milliárd forintról 240 milliárd forintra nőtt. Többszöri tárgyalást követően 2003. február 3-án az új kormány Honvédelmi Minisztériuma bejelentette a szerződés módosítását, mely ezután már a NATO-kompatibilis JAS 39 EBS HU 16 800 repülőórás lízingeléséről szólt (gépenként 1200 óra, ez az eredeti, 2001-es szerződésben több, 20 800 óra volt). 2012 év elején felmerült a 14 repülőgépből 6 darab felajánlása a horvát légierőnek, ami meglévő MiG–21-eseinek váltótípusát keresi, 2013 decemberéig hadrendbe kell állnia a típusnak. A Honvédelmi Minisztérium cáfolta a hírt, azonban kiderült, a 14 gép lízingje 2012 év eleji árfolyamszinten 340 milliárd forint értékű, a törlesztés 30 milliárd forinttal terheli a költségvetést (a HM-büdzsé több mint 10%-a), további 2 milliárd az éves kanadai pilótakiképzés, melynek összértéke 58 milliárd forint. Ami hivatalos, a HM 2011 decemberében a Gripen-törlesztés átütemezését próbálta elérni svéd üzleti partnerénél, a Svéd Királyi Védelmi és Biztonsági Export Ügynökségen keresztül. A bérletidíjtörlesztés-átütemezés mellett újabb 10 évre szóló bérletiszerződés-módosításról is tárgyaltak a felek. A tárgyalások sikerrel zárultak, a magyar kormányfő a 1001/2012. (I. 11.) Korm. határozatban hatalmazta fel a honvédelmi minisztert, vagy az általa megbízott személyt a Bérleti Megállapodás módosításának aláírására 2012. január 31-i határidővel.
2024 februárjában 4 új gép lett lízingelve. Ezek a gépek ellenszolgáltatás formájában érkeznek, hogy Magyarország beleegyeztt Svédország NATO-csatlakozáshoz

##### Magyarországi alkalmazásuk
Az első öt (a 30-as, a 31-es, a 32-es együlésesek és mindkét kétüléses: a 42-es és a 43-as) repülőgép 2006. március 21-én érkezett Kecskemétre négy magyar és három svéd pilótával, a hivatalos átadás március 30-án történt. Ezeket október 25-én követte a hatodik repülőgép svéd pilótával (34-es), 2007. január 31-én szintén svéd pilótával a kilencedik (36-os) egy korábban már átadott, de szoftvermódosításra visszarepülttel együtt, majd 2007. augusztus 8-án a tizedik és a tizenegyedik. A maradék három 2007. december 13-án érkezett meg. 2008 júniusában vettek részt először éleslövészeten, a svéd Vidsel lőtéren. A gépeket 2008. december 15-én alkalmasnak minősítették légvédelmi feladatokra, első készültségüket 2008. december 22-én adták. Ezután háromhetes váltásban, felváltva adják a „keszit” 2010. január 1-jéig, amikor a MiG–29-esek kivonásával teljesen átveszik azt. Az üzemeltetés során derült ki, hogy a futóművek gumiabroncsai, amelyeket a Svédországban alkalmazott aszfaltra optimalizáltak, a betonos kifutópályákon túl gyorsan kopnak, így ma már új összetételű abroncsokat alkalmaznak.
2021 augusztusában döntés született Honvédség Gripen flottájának modernizációjáról, amely tartalmazza a radar illetve a fegyverzet továbbfejlesztését is. Ezzel gyakorlatilag eldőlt, hogy a 2020-as években is a Gripen marad a Honvédség elsődleges vadászrepülőgépe, típusváltás nem várható. A Gripen-fejlesztési program részeként 2021 decemberében megrendelték az első adag IRIS-T rakétákat, amelyek továbbiak követnek majd. A magyar Gripenekhez az izraeli Elbit Systems vállalt TARGO II sisakcélzói kerülnek integrálásra annak érdekében, hogy az IRIS-T rakéták képességeit maximálisan kihasználhassák. Ezen felül a radart is korszerűsítik: PS-05/Mk4 kerül beépítésre, amelynek hatótávolsága lényegesen nagyobb a jelenlegi fedélzeti radarhoz képest. Az új MS 20 Block 2 szoftver csomag is telepítésre kerül, amely jóval hatékonyabb és potensebb harci gépekké teszi a magyar Gripeneket. Az MS 20 Block 2 csomag egy új levegő-föld fegyvert is tartalmaz, mégpedig a GBU-49-est, amely mind GPS, mind lézeres vezérlés során nagy precizitással alkalmazható. A GBU-49, illetve az új CAS digitális, közvetlen légi támogató csomag lerövidíti azt az időt, amely a parancs vételétől a pontos célra vezetésig szükséges.
Tervben van egy második Gripen-század felállítása is. A jelenleg rendelkezésre álló információk szerint a légierő Gripen flottája további négy repülőgéppel bővül 2024-től kezdődően: a teljes flotta 18 gépre bővül.

#### Cseh Légierő

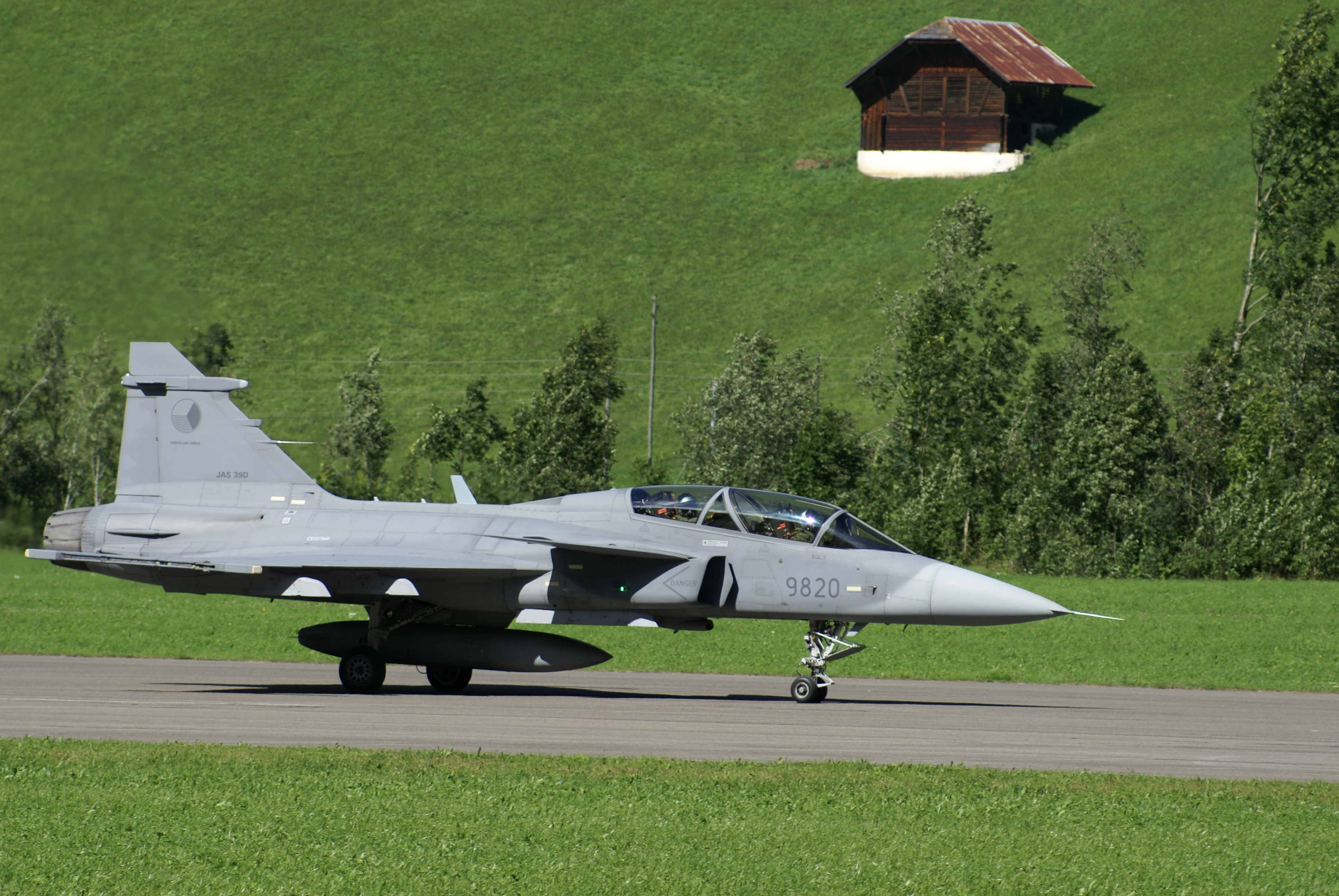
Cseh JAS 39D

Csehország 2001. december 10-én jelentette be igényét a Gripen vásárlására, de a 2002. augusztusi nagy árvíz miatt a beszerzést törölték. A cseh parlament 2002 májusában tartott szavazást az ügyletről.
2002-ben a csehek úgy döntöttek, hogy a vásárlás helyett más konstrukciót választanak, majd 2003. december 12-én bejelentették 14 repülőgép lízingelését. Ezeket a gépeket 2005-2006 folyamán leszállították. Ellenben a magyar gépekkel, amiket mindhárom alapvető feladatkörükben alkalmaznak (légi harc-csapásmérés-felderítés), a Cseh Légierő a Gripent csak légi harcra tervezi használni.
A cseh légierő Gripenjei évi átlagban 140 órát repülnek és négy gépük 2009-ben már külszolgálatot is ellátott a saját légierővel nem rendelkező három balti állam légterének védelmében. A kiküldetés során a cseh pilóták nyolc ízben fogtak el felderítő vagy kémkedési céllal közeledő orosz harci repülőgépeket (A-50, Il-38 és Szu-24 típusokat). A NATO felkérése alapján 2011-ben a cseh Gripenek újabb turnust teljesítenek a balti NATO légvédelemben, mivel az Eurofighter típushoz képest fele akkora költséggel, egyharmad kiszolgáló létszámmal képesek a tartós kitelepülésre.

#### Thai Királyi Légierő
A Thai Királyi Légierő 2007. október 17-én jelentette be, hogy elöregedő F–5E Tiger II vadászbombázóit 12 Gripennel váltja le. A fegyverzetcsomag része két Erieye légtérellenőrző repülőgép is. Az első hat gépet az egyik légtérellenőrzővel 2010-ben állítják szolgálatba, a második hat gép később érkezik. A délkelet-ázsiai ország az első, mely a Gripent F–16-osok vásárlása után rendszeresíti. Az első hatgépes sorozat 2011. február 23-án érkezett meg az országba: négy darab JAS 39D (70101) és két C érkezett, a Surat Thani légi támaszponton szálltak le. A további 6 együléses C-t 2013-ban szállították le.

#### BrazíliaLégiereje
Brazília 36 Gripen E illetve F vadászrepülőgépet rendelt, amelyek részben helyben az Embraer cég közreműködésével lesznek összeszerelve. A brazil légierőben F-39 néven rendszerbe álló repülőgépek a Gripen legmodernebb verzióját testesítik meg. A repülőgépek leszállítására 2019 és 2024 között kerül sor.

#### További vevőjelöltek
- Ausztria Eurofighter Typhoont repülőgépek lecserélését tervezi a magas üzemeltetési költségek és az elavultsága miatt. (Ausztria a korai, Tranche 1 szériás gépeket vásárolt a Typhoon típusból, amelynek képességei korlátozottak)

#### Sikertelen pályázatok
- Osztrák Légierő: Az Eurofighter Typhoont részesítette előnyben, de a kormányváltás után ezek beszerzése is bizonytalanná vált. A megrendelt 18 db-ot lecsökkentették 15 db együléses gépre.
- Lengyel Légierő: Az F–16-ot választotta.
- Chilei Légierő: Szintén az F–16-ot vásárolta meg.
- Szingapúri Légierő: F–15 Eagle repülőgépeket vásárolt.
- Norvég Királyi Légierő: Norvégiának, érdekes módon, az F–16 leváltására ajánlották a Gripen egy áttervezett, nagyobb hatótávolságú változatát (Gripen–N néven), jelentős ellentételezési csomaggal (48 repülőgép).[46] A tendert az F–35 nyerte meg.[47]
- A Holland Királyi Légierőnek 2008-ban 85 repülőgép eladására tett ajánlatot a Saab, az F–16-osok leváltására. A tenderen a gép fő vetélytársa az ötödik generációs F–35 Lightning II volt,[48] melynek fejlesztésében és gyártásában Hollandia is részt vett, nem meglepő módon 2008 decemberében az utóbbi gépet választották.[49]
- Finn Légierő 2021-ben hirdetett eredményt a vadászgépbeszerzési tenderen, ahol F-35 lett a befutó a Gripen E/F típussal szemben.[50]
- Román Légierőnél 40-40 hasonló repülőgép vásárlása került szóba.[51] Végül Románia használt norvég és portugál F-16-osok vásárlása mellett döntött.[52]
- Dán Királyi Légierő: Dániának is egy áttervezett, megnövelt fegyverterhelésű változatot ajánlanak (Gripen–DK, 48 repülőgép).[53] Dánia F-35-ösök vásárlása mellett döntött.
- Indiai Légierő (126 repülőgép): Bár a Gripen még versenyben van az MRCA tenderen,[54] esélyei mérsékeltek. Felmerült egy hajófedélzeti változat kifejlesztésének gondolata az Indiai Haditengerészet számára. India végül Rafale vadászgépeket vásárolt.
- Szlovák Légierő: A MiG–29-esek leváltására pályázott a Gripen, de 14 darab új F-16V repülőgép beszerzése mellett döntöttek.[55]
- A Horvát Légierőnek is szerette volna értékesíteni a SAAB a vadászgépét, de végül egy század (12 db) használt Rafale F3R beszerzése mellett döntött a horvát kormány 2021 májusában.[56]
- A Bolgár Légierő 8 darab F16V vadászrepülőt vásárolt végül.[57]
- A Svájci Légierő a közeljövőben tervezi F–5 Tiger II repülőgépeinek cseréjét (20-33 repülőgép)[58] Többszöri neki futásra végül az F-35 lett a itt is a befutó a tenderen, de aláírt szerződés egyelőre nincsen. Kicsi a valószínűsége, hogy végül Svájc Gripeneket vásároljon.
- Kanadában 2022 márciusában megszületett a Hornetek leváltását célzó tender eredménye: a Gripen E/F alulmaradt az F-35-össel szemben.[59]

## Szerkezeti felépítés és tervezési sajátosságok

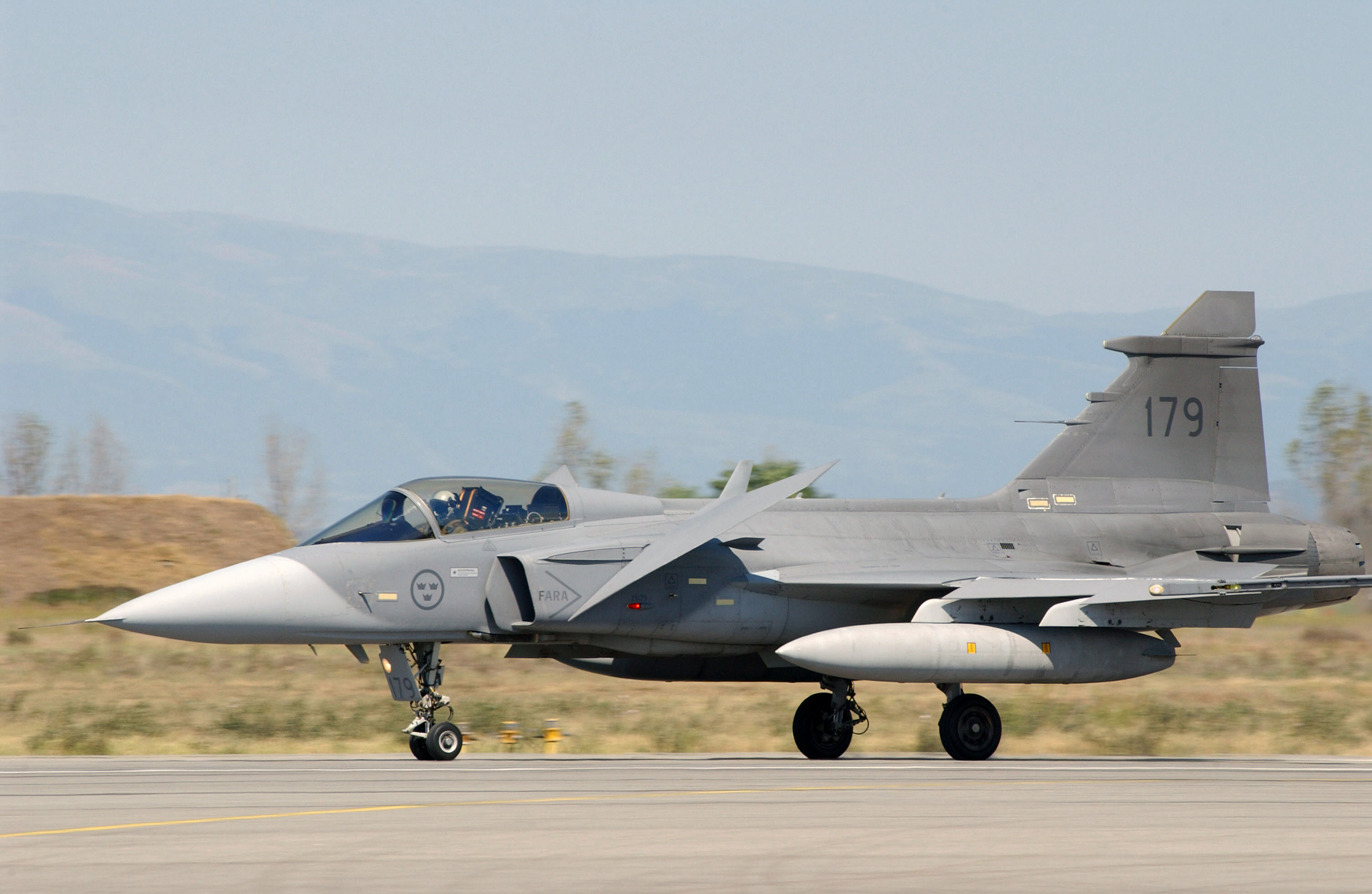
Svéd JAS 39A Gripen kifutás közben. A szárny alá tüzelőanyag-póttartály van függesztve, a gép a kacsa-vezérsíkok kifordításával fékez

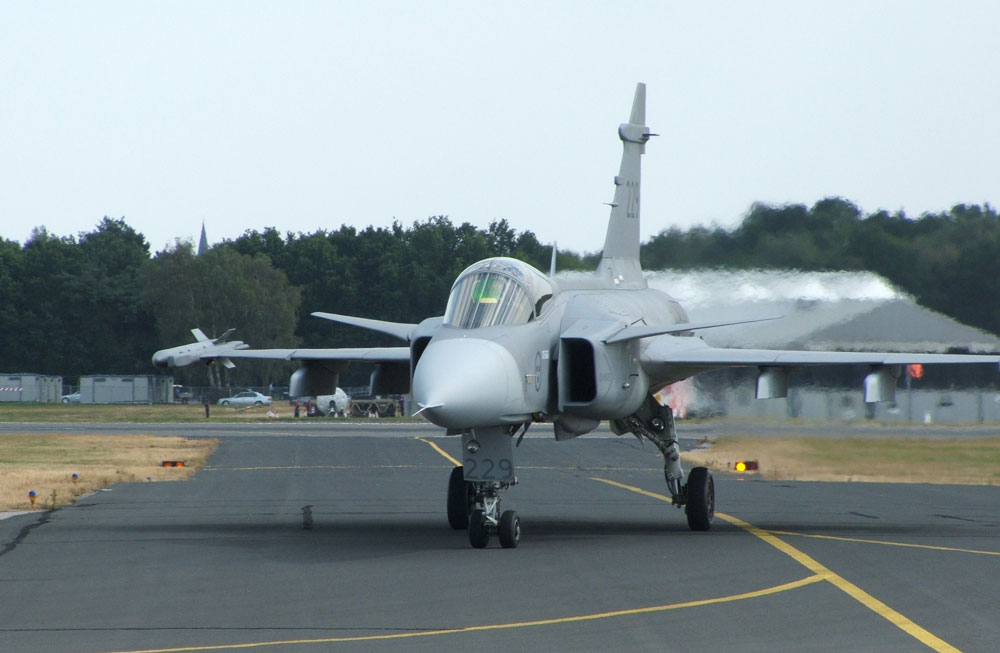
A JAS 39A Gripen szemből

A Gripen egyhajtóműves, deltaszárnyú repülőgép, magassági kormányként szolgáló kacsaszárnyakkal, egy függőleges vezérsíkkal. A szárnyak kilépőélein szárnyanként két elevon van, ezek végzik a hagyományos repülőgépek csűrőinek, fékszárnyainak és magassági kormányainak feladatát. A szárny belépőélein orrsegédszárnyakat helyeztek el. A szárnyak mögött a törzs két oldalán féklapok vannak. A repülőgép által elviselhető legnagyobb túlterhelés +9 g.
A repülőgépet a Svéd Légierő sajátos igényeinek megfelelően tervezték, elsősorban önvédelmi célokra, tömeges szovjet támadásra felkészülve.
Svédország területén a „BAS 90” néven ismert koncepciónak megfelelően nagyon sok olyan kisrepülőtér és kiszélesített útszakasz található, amely Autópálya-szükségrepülőtérként alkalmas négy-hat vadászrepülőgép üzemeltetésére, de az ilyen repülőtereken a kifutópályák viszonylag kicsik. A repülőgépet ezért úgy tervezték, hogy alkalmas legyen az ilyen helyeken történő üzemelésre, a berepülés során a kifutópályára egy 800 × 9 méteres téglalapot festettek, a gép ezen a területen belül szállt fel és le (a felszálláskor a nekifutás úthossza 400 m, leszállás után a kifutásé 500 m). A megerősített futómű kibírja a durva, kilebegtetés nélküli leszállásokat. A kifutás során a megállásban a 90 fokban kitéríthető kacsaszárny, a törzs két oldalán található féklapok, valamint a többi kormányfelület fékezi a repülőgépet. A törzs két oldalán, viszonylag magasan elhelyezett levegőbeömlő-nyílások csökkentik az idegen tárgyak beszívása miatti hajtómű-meghibásodások esélyét.
A Svéd Légierőben a repülőgép földi kiszolgálását elsősorban sorállományú katonák végzik (gépenként egy tiszt és öt sorkatona), ami ezért meglehetősen egyszerű. A tervezésnél szempont volt az újrafegyverzés gyorsasága, hogy a repülőgép kevés időt töltsön a földön két bevetés között, egy repülőgépet hat fő tíz perc alatt tud felfegyverezni és tüzelőanyaggal feltölteni. A repülőgép fedélzeti segédhajtóműve álló hajtóműnél is képes a működéshez szükséges energia megtermelésére, a beépített önellenőrző rendszer figyelmeztet a repülőgép meghibásodására. A repülés közben keletkezett adatokat hordozható számítógépre lehet letölteni. A karbantartást egyszerűsíti, hogy az összes fontos berendezés fejmagasságban vagy az alatt van, ezért a műszaki személyzetnek nincsen szüksége létrára a gép kiszolgálásához.
Szempont volt az is, hogy a repülőgép működtetése olcsó legyen. Ez az előd, a JA 37 Viggen üzemeltetési költségeinek kétharmada, a karbantartási idő a Viggenéhez képest pedig 40%-kal csökkent. Olcsóbbá teszi a repülőgép fenntartását, hogy az elektronika fejlődése miatt egyetlen típussal tudják ellátni a vadászbombázóknak szánt összes feladatot, korábban az előd JA 37 Viggennek több, eltérően optimalizált változatát kellett fenntartani (például AJ 37, JA 37, SK 37). Mivel Svédország területe nem túl nagy, ezért a Gripen eredetileg nem volt a levegőben utántölthető.

### Kacsaszárny-elrendezés

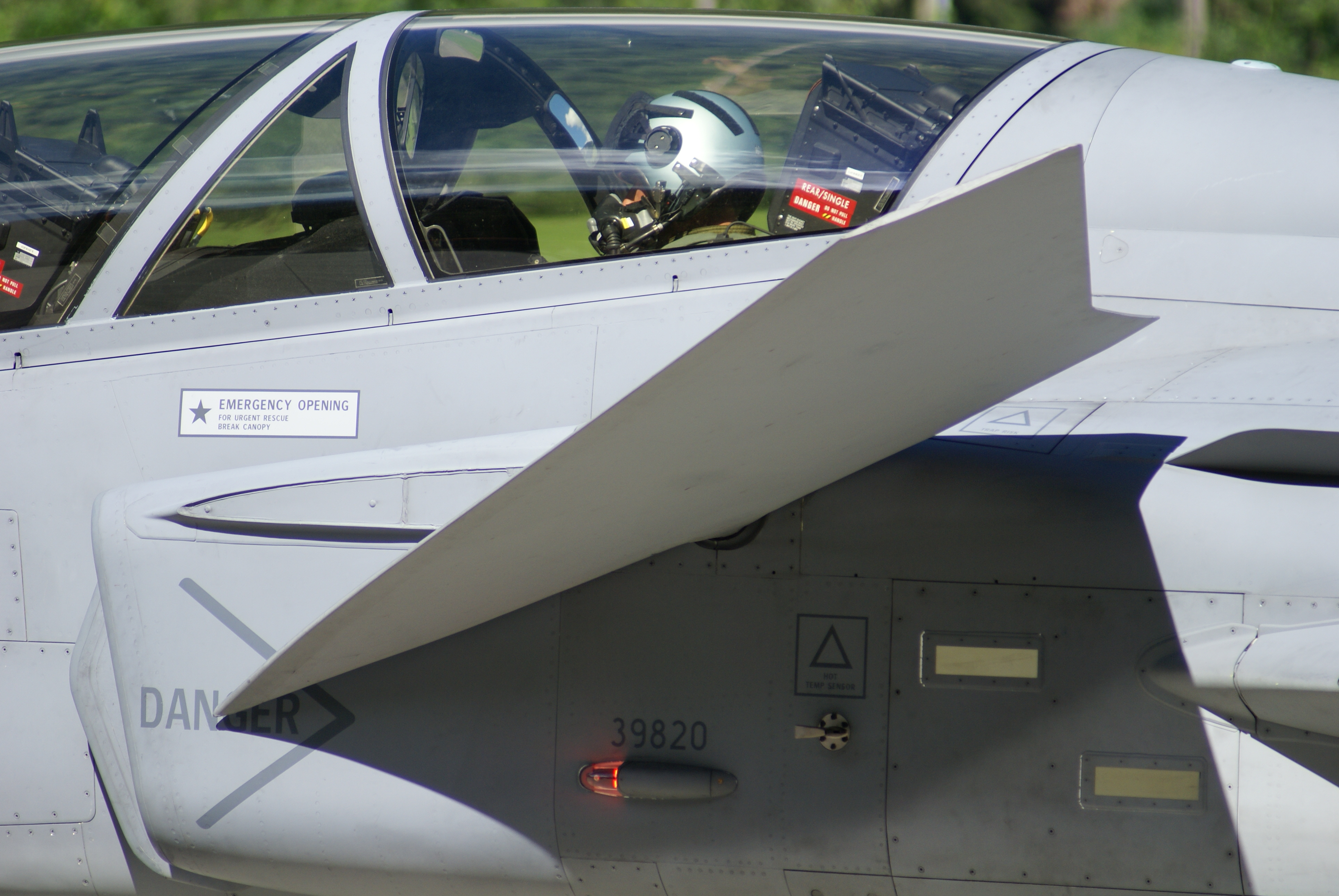
Cseh JAS 39D kacsaszárnya

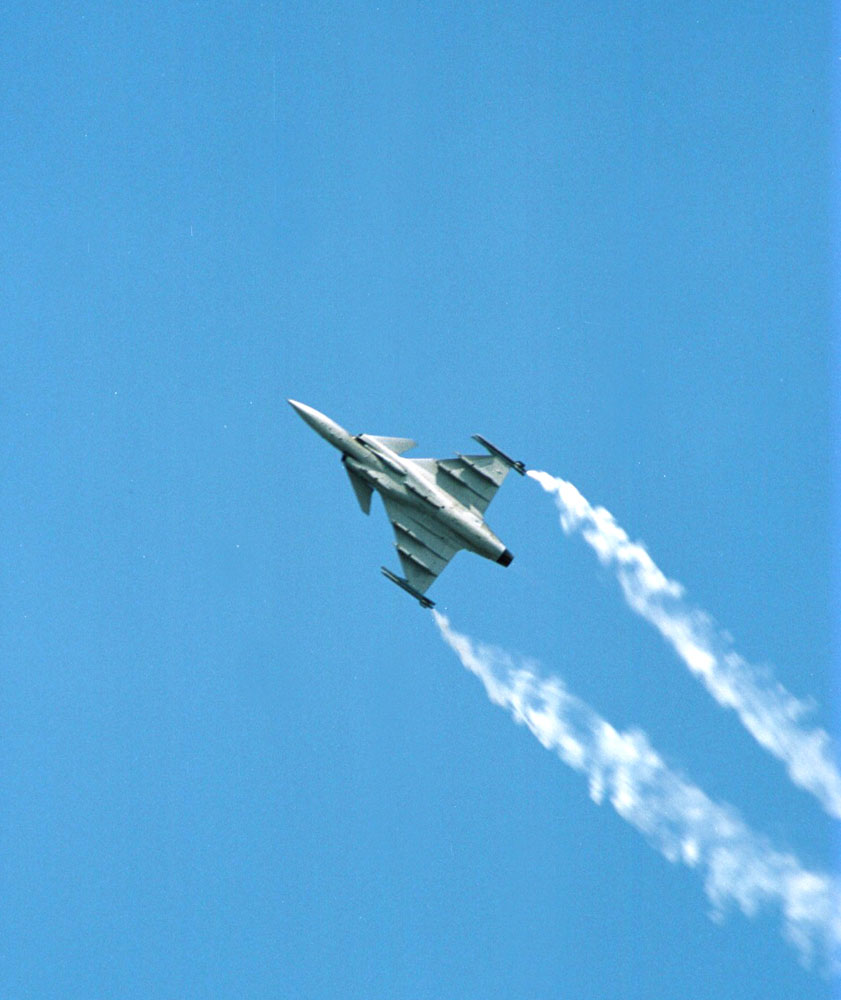
Gripen műrepülés közben. Jól látszik a szárnyak kacsa-elrendezése

A Gripen tervezésénél 1979-ben több lehetséges aerodinamikai elrendezést megvizsgáltak.
A lehetséges elrendezések egyike a hagyományos aerodinamikai kialakítású repülőgép volt (2102. változat), melynek szárnytövét előre meghosszabbították (LERX, Leading Edge Root Extension), a másik fő lehetőség a Viggennél már megismert kacsaszárnyas elrendezés (2105. változat).
A kacsaszárny az aerodinamikailag instabil repülőgép esetén nagyobb biztonságot jelentett, mert a kacsaszárny megfelelő beállításával aerodinamikailag stabillá lehetett tenni a repülőgépet, azaz a számítógépes vezérlőrendszer működésképtelensége esetén a pilóta a számítógép közreműködése nélkül is biztonsággal tudta vezetni. Emellett az ilyen elrendezésű repülőgép nem hajlamos az átesésre, mert a kacsaszárny megfelelő tervezésével el lehet érni, hogy az még a fő szárny átesése előtt átessen, így a repülőgép orrnehézzé válva enyhe süllyedésbe menjen át, ami megakadályozza a fő szárny átesését. Az elrendezés emellett kisebb légellenállást és 10%-kal nagyobb szuperszonikus fordulási sebességet biztosít. A felszállásnál nagyobb felhajtóerőt termel, mint a hagyományos repülőgép (az elemelkedésnél a kacsaszárnyon emelőerő ébred, míg a hagyományos magassági kormány lefelé nyomja a repülőgép hátsó részét), leszállásnál pedig az egész kacsaszárnyat 90°-ban el lehet fordítani. Nagy állásszögű repülésnél a kacsaszárnyon keletkező örvények a szárny felett keletkező örvényekkel együtt felhajtóerőt termelnek.
A kacsaszárnyat a katonai repülésben csak a korszerű európai vadászrepülőgépeken (Rafale, Eurofighter Typhoon) alkalmazzák, ezeket összefoglaló néven Eurocanard-nak hívják (a Canard franciául kacsát jelent). Az európai tervezők szerint ennek az az oka, hogy az amerikai negyedik generációs vadászrepülőgépek tervezésének idején még nem ismerték fel a kacsa-elrendezés bizonyos előnyeit. Azonban az azóta kifejlesztett amerikai ötödik generációs harci repülőgépek (F–22 Raptor, F–35 Lightning II) a jól ismert hagyományos aerodinamikai kialakítást követik. Napvilágot láttak olyan feltételezések is, hogy a nyolcvanas években tervezett futurisztikus amerikai kacsaszárnyú vadászrepülőgépek rajzait az amerikaiak konkurens európai tervezők félrevezetésére publikálták, és a kacsa elrendezés nem olyan kedvező, mint amilyennek állítják.
A levegőbeömlő-nyílás esetében is több elhelyezést kipróbáltak, még a törzs tetején lévőt is (2107. változat). Emellett megvizsgálták aeroelasztikus anyagok alkalmazásának lehetőségét (2111-4. változat).

### Kis tömeg
A vadászrepülőgépek átlagos tömege a második világháború utáni korszakban a beépített, egyre bonyolultabb elektronikus berendezések miatt, folyamatosan növekedett. A tendencia a hetvenes-nyolcvanas évek mikroelektronikai forradalma után fordult meg, a korábban több tonnát kitevő elektronika tömege néhány száz kilogrammra csökkent. A Gripent ennek megfelelően, az olcsó üzemeltetés jegyében, igyekeztek a lehető legkisebbre és legkönnyebbre megtervezni. A tömeg megválasztását alapvetően befolyásolta a repülőgép hajtóművének megválasztása, mert Svédországnak nem volt pénze egy teljesen új hajtómű kifejlesztésére. Az előd JA 37 Viggen hajtóműve egy polgári repülőgépeknek kifejlesztett hajtómű, a Pratt & Whitney JT8D átalakított változata volt, ezzel kedvezőtlen tapasztalatokat szereztek, mert a polgári igénybevételre megtervezett hajtómű az áttervezések után sem működött teljesen megbízhatóan. Mivel csak nyugati gyártású hajtóművet választhattak, vagy az F–16 Fighting Falcon F100, vagy az F/A–18 Hornet F404 hajtóművéből indulhattak ki. Az előbbi egy, az F-16-hoz hasonló méretű repülőgépet, az utóbbi pedig egy ennél mintegy 20%-kal kisebb tömegű repülőgépet tett lehetővé, a Saab ezt választotta.
A tapasztalatok szerint a Gripent nem sikerült eléggé könnyűre megtervezni, problémát okoz, hogy a repülőgép továbbfejlesztését gátolja a viszonylag kis tolóerejű hajtómű, nem lehet növelni a hordozható fegyverzet és a tüzelőanyag mennyiségét. Ezért amennyiben lesz pénz a repülőgép továbbfejlesztésére, elképzelhető, hogy azt erősebb hajtóművel, az időközben az F/A–18E Super Hornet számára kifejlesztett F414, vagy a Eurofighter Typhoon számára kifejlesztett EJ200 hajtóművel fogják megtervezni. A mikroelektronika további fejlődése és a fegyverek pontosságának további növekedése viszont ellentétes hatást is kiválthat, az elektronika és a fegyverzet tömegének csökkenése (a Gripenen egyébként nem rendszeresített GBU–39 SDB bomba tömege már csak 110 kg) a repülőgép tömegének csökkenését is eredményezheti.

### Hajtómű
A Volvo Aero RM 12 gázturbinás sugárhajtómű az F/A–18 General Electric F404J hajtóművének kissé átalakított változata. Az RM 12-n az eredetihez képest megnövelték a ventilátor fokozat méretét, így az több levegőt szív az égőtérbe, mely nagyobb tolóerőt eredményez. Az új hajtómű jobban bírja a madarakkal történő ütközést is, ez az egyhajtóműves Gripennél sokkal fontosabb szempont, mint a kéthajtóműves F/A–18-nál. Átalakították, megnövelték a svéd fejlesztésű utánégető teret is. Az előd JA 37 Viggennel szemben a Gripen hajtóművén nincsen sugárfék. A hajtómű 60%-át, elsősorban a nagynyomású kompresszort és turbinát a General Electric gyártja, az összeszerelés Svédországban történik.

### Avionika

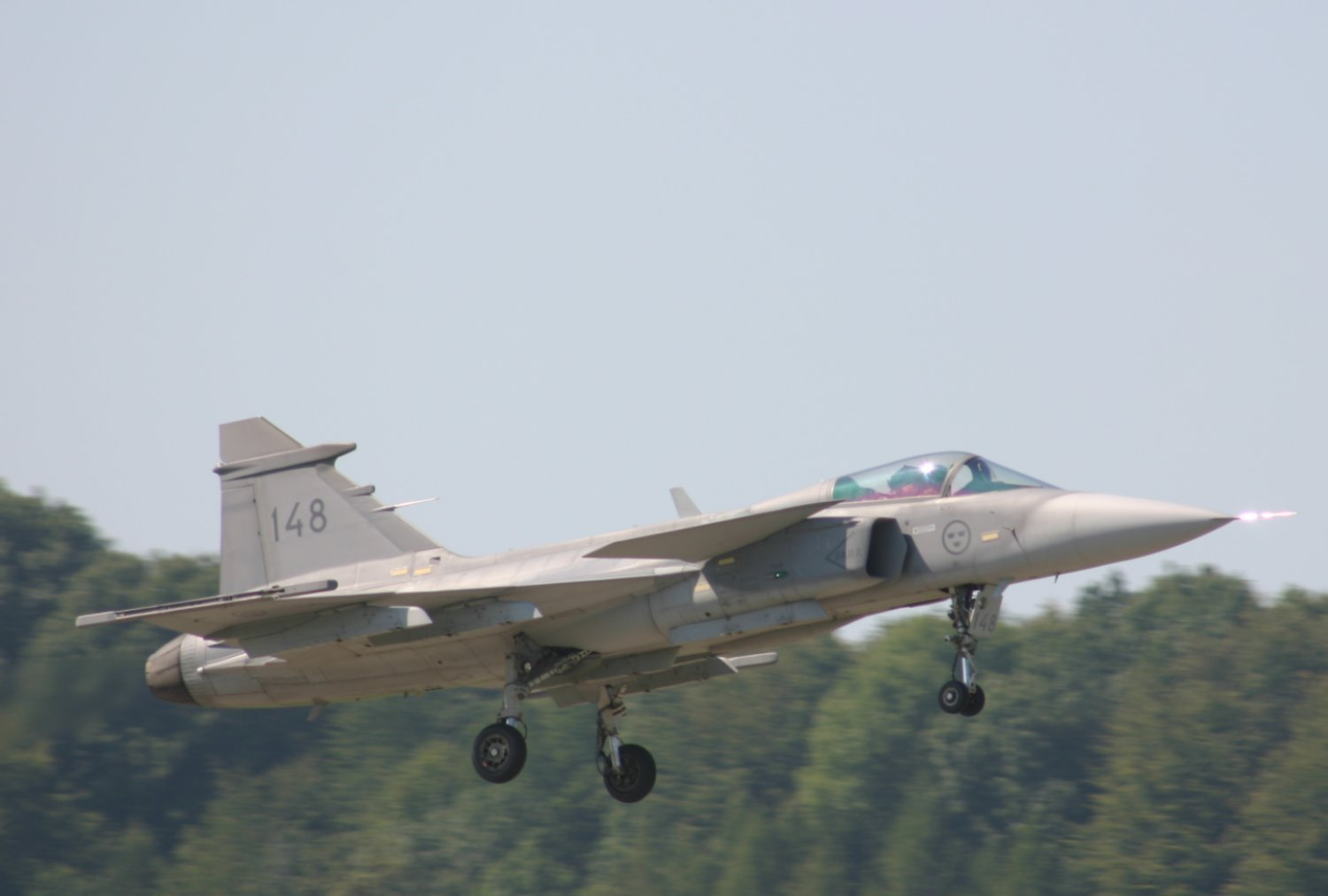
JAS 39A leszállás közben

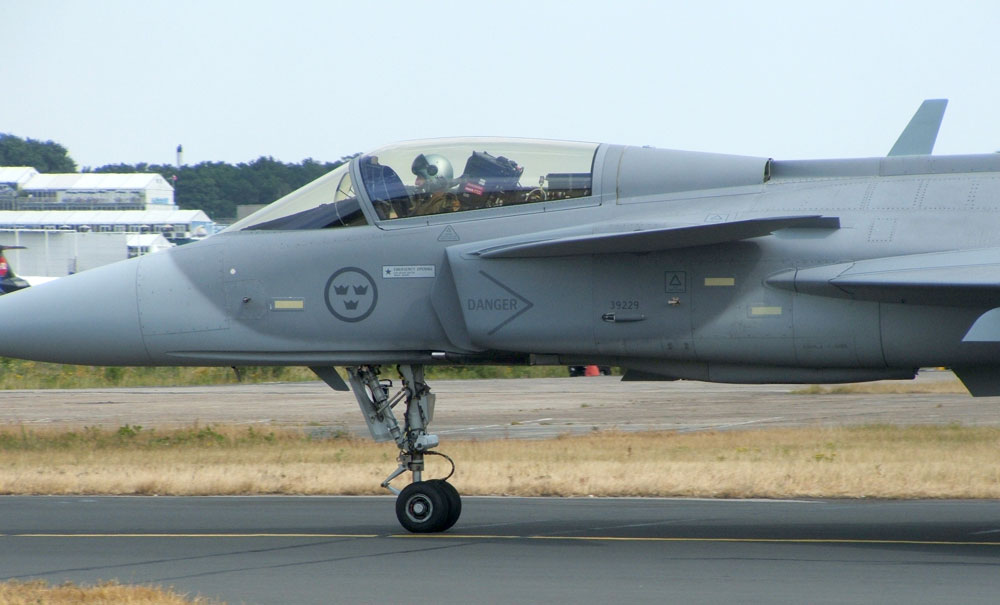
A Gripen pilótakabinja

A repülőgép elektronikai rendszere a negyedik generáció más gépeihez hasonlóan fejlett, és fontos szerepe van a repülőgép többcélúságának biztosításában. Tervezésénél fontos szempont volt, hogy csökkentse a pilóta munkaterhét, csak a lényeges információkat jelezze ki. A gép irányítását számítógépes irányítórendszer végzi (fly by wire), azaz a botkormány és a különféle kormányfelületek között nincsen mechanikus kapcsolat, a pilóta kormányparancsait egy számítógép értelmezi, és ennek megfelelően téríti ki a kormányfelületeket. A vezérlőrendszer három digitális és egy analóg csatornából áll, az analóg rendszer akkor lép automatikusan működésbe, ha a három digitális csatorna közül kettő meghibásodik, de a pilóta is aktiválhatja. A számítógépes rendszer a gép sérülése esetén képes alkalmazkodni, a nem működő kormányfelületek funkcióját ilyenkor a működőek helyettesítik.
A repülőgép rendszereit három MIL-STD 1553/B adatbusszal kapcsolták össze, egy felel az alapvető repülési adatok továbbításáért, egy a pilótakabin kijelzőinek, egy pedig a fegyverek adatainak továbbításáért.
A repülőgép MACS típusú központi számítógépében három D80 vagy D80E processzor van, ezek 266 MHz-es PowerPC processzorok. Pascal D-80 és Ada nyelveken programozzák őket. A memória 64 MB RAM és 32 MB PROM, a háttértár 160 MB mágneslemez.
A tehetetlenségi navigációs rendszer lézergiroszkópos.

#### Pilótakabin
A Gripen pilótája a légkondicionált, túlnyomásos pilótakabinban egy Martin-Baker 10L típusú katapultülésben ül, ez földön álló repülőgépből is képes a mentésre. A műszerfalban három (a JAS 39A/B-ben monokróm katódsugárcsöves, a JAS 39C/D-ben 15,7 × 21 cm-es színes LCD) képernyő van. A bal oldalin a repülési adatok és a HUD adatai, a középsőn a repülőgép vízszintes helyzetét kijelző műszer (HSI), a jobb oldalin pedig a rádiólokátor, az infravörös vagy az elektrooptikai érzékelők által megjelenített képet lehet látni. A repülőgép képes a repülési adatok megjelenítésére az ODEN típusú sisakkijelzőn keresztül is, ezzel lehetőség van a légiharcrakéták célzására is, úgy, hogy a pilótának csak rá kell néznie a célra. A kezelőszervek HOTAS (Hands On Throttle And Stick – kezek a gázkaron és a botkormányon) kialakításúak, azaz a légi harcban használt legfontosabb funkciók (például a rádiólokátor üzemmódjai) elérhetők a gázkaron és a botkormányon lévő gombokkal, ezért nem kell róluk levenni a kezeket. A műszerek megvilágítását úgy alakították ki, hogy kompatibilis legyen a sisakra szerelhető éjjellátó készülékkel.
A Gripen pilótafülkéjének egyik jellegzetessége, hogy az ülésből a kilátás hátrafelé viszonylag korlátozott – legalábbis a más nyugati típusokkal (pl. F-16) összehasonlítva. Ennek oka, hogy a svéd repülőgép tervezésekor, a hidegháború végén, még a kismagasságú repülést igénylő földi támadó feladatokat is fontosnak tartották (pl. szovjet partraszálló erők és harckocsijaik elleni küzdelem). A tervezőknek tehát meg kellett akadályozniuk azt, hogy az ellenséges csapat-légvédelem infravörös (hőkereső) felderítő eszközökkel célba vehesse a feléje tartó Gripeneket.
A fenti követelmények miatt a pilótafülke és az elektronikai rekeszek légkondicionáló rendszerének forró levegőt kifújó csöveit a pilótafülke kabintető végének és a géptörzs találkozásánál, hátrafelé néző módon építette be a Gripent gyártó SAAB. Az emiatt lecsökkent hátsó kilátást pedig a szovjet repülőgépekről is ismert, belső visszapillantó tükrök elhelyezésével próbálták javítani.

#### A PS/05A rádiólokátor
A PS/05A moduláris felépítésű, impulzusdoppler rádiólokátort a Ferranti és az Ericsson fejlesztette ki, a Sea Harrier FA.2 Blue Vixen lokátorából, és az X sávban működik. Könnyű, mindössze 156 kg tömegű, ebből a 60 cm átmérőjű antenna tömege 25 kg. Lefelé néző képességekkel és megfelelő zavarvédettséggel rendelkezik. 5 négyzetméteres hatásos visszaverő felületű célt (vadászrepülőgépek) 120 km-ről, lehorgonyzott hajókat és úton haladó autókat 90 km-ről észlel. A lokátor keresés közbeni szögsebessége 60 (az első kereséskor 50)°/sec. A lokátor képes passzív üzemmódban működni, ekkor nem bocsát ki rádiósugárzást.

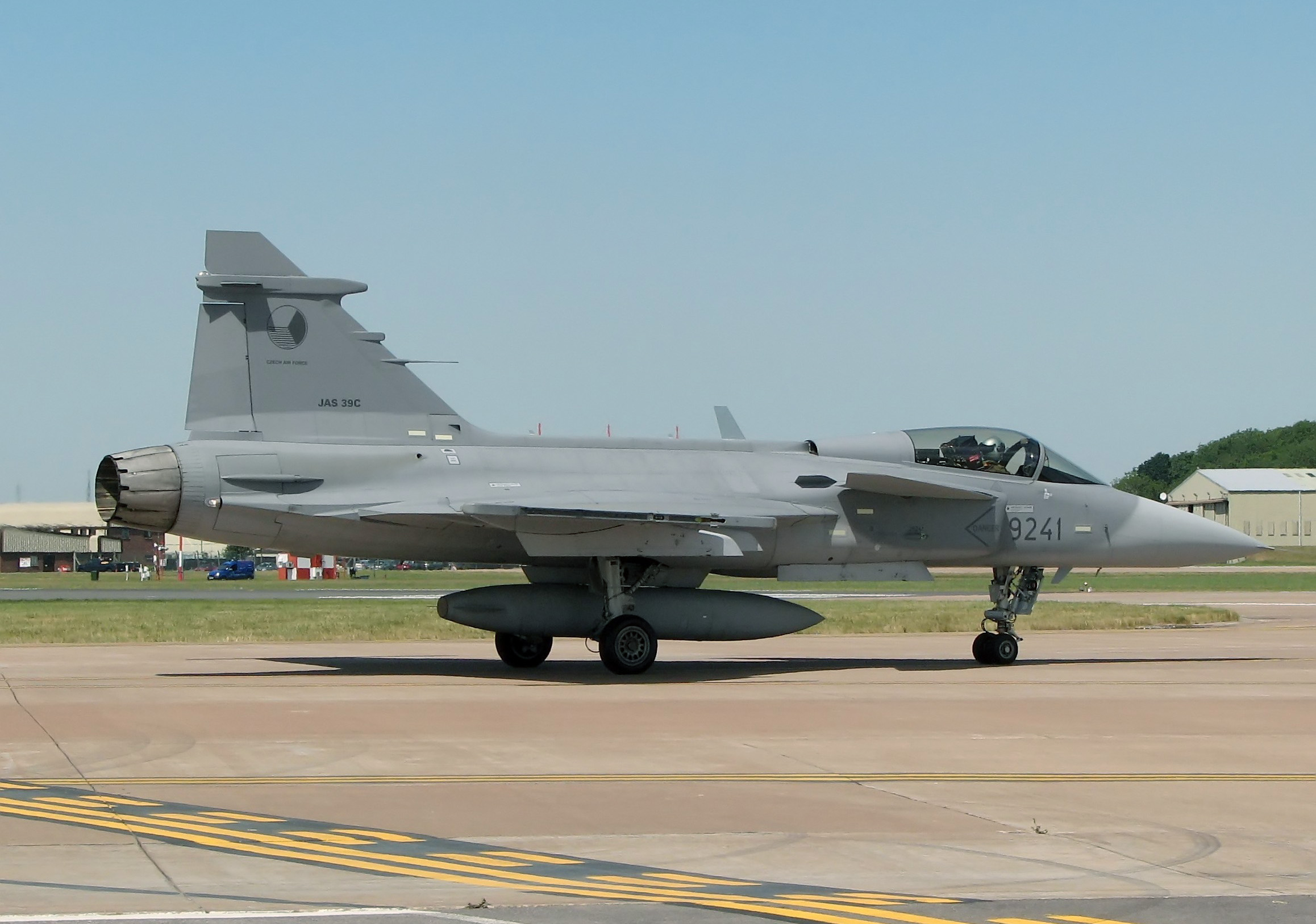
Cseh JAS 39C

A Gripen kis mérete és korszerű lokátora miatt az ellenséges repülőgépeket lényegesen korábban veszi észre, mint azok őt (First Look, első észlelés képessége), ebből a szempontból a legjobb negyedik generációs vadászrepülőgép. Például egy MiG–29-est 60 kilométerrel távolabbról tud észlelni, mint az őt (összehasonlításul, más típusok megfelelő adatai: Mirage 2000-5: 32 km, F/A–18C: 25 km, F–16C: 5 km).
A lokátor főbb funkciói:
- Levegő-levegő
  - Nagy távolságú keresés/követés
  - Több (maximum 10, más források szerint 14) cél követése közbeni keresés (Track while search), emellett egyszerre négy AIM–120 AMRAAM rakéta számára pályakorrekciós jelek kidolgozása.
  - Kis távolságú, nagy látószögű keresés és követés
  - Automatikus gépágyú és rakéta tűzvezetés
- Levegő-felszín
  - Keresés és követés
  - Szárazföldi és vízi követés közbeni keresés
  - Nagy felbontású térképezés
  - Felszíni célok távolságmérése

A PS/05A radar legújabb, a magyar Gripenekbe is beépítésre kerülő Mk.IV-es verziója már 100-150%-kal nagyobb hatótávolsággal bír. Azon a távolságon, ahol korábban egy 4 négyzetméteres radarkeresztmetszetű (RCS) célt vett csak észre, most már 0,1 négyzetméteres radarkeresztmetszetű célt is észlel. Lényegében ez azt jelenti, hogy radar a látóterében a Gripenre indított rakétákat is képes észlelni és követni.

#### Rádióelektronikai harceszközök

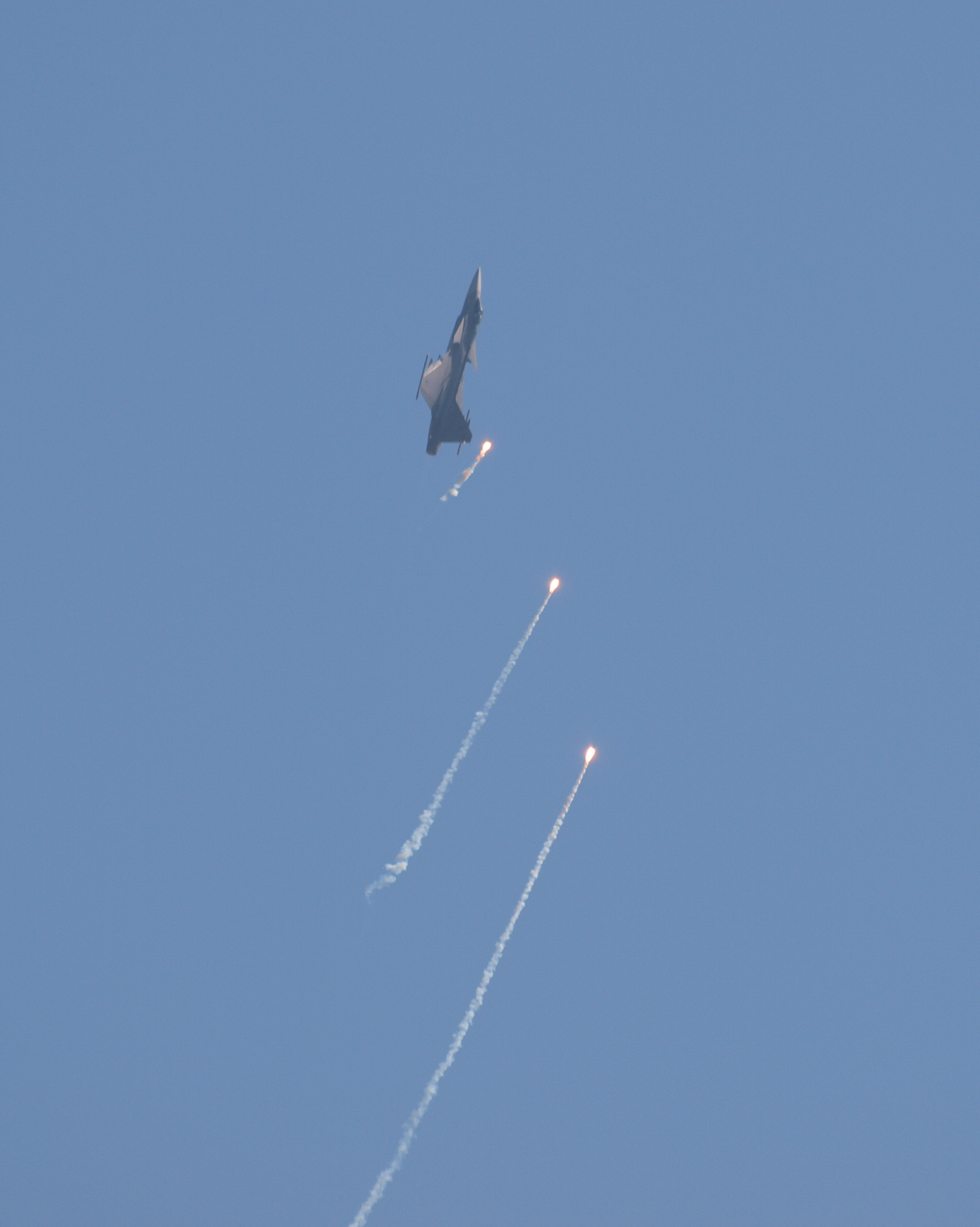
Cseh Gripen infracsapdát szór a törzsbe épített BOP/C berendezésből

A Gripen az EWS 39 integrált rádióelektronikai zavaróberendezéssel rendelkezik, amelynek fő eleme az AR830 besugárzásjelző (RWR-Radar Warning Receiver), ennek érzékelői (WTU) a törővégi rakéta-indítósín elejébe és hátába vannak építve. A rendszer része egy aktív rádióelektronikai zavaróberendezés is, melynek antennái az orr alá (FAU, előre lefelé sugároz) és a függőleges vezérsíkba (FPU, előre, felfelé, RAU, hátrafelé) vannak beépítve.
A rakéták ellen a rakéta-indítósínek végébe épített BOL, a szárnyak alatti csomópontok végébe épített BOP/B és a törzsbe épített BOP/C infracsapda és zavarótöltet-szórók segítenek. A BOP/B berendezés képes a BO2D vontatott zavaróadó használatára, akár a hangsebesség felett is. A BOP/C kapacitása kazettánként 20 darab 2 inches, vagy 40 darab 1 inches infracsapda, összesen 80 vagy 160 darab. A BOL eltérő működésű, ebbe dipólkötegek vagy pirofórikus (levegőn öngyulladó) infracsapdák tölthetők, egységenként 160 darab. A két eltérő infracsapda-típust eltérően alkalmazzák, a gép veszélyeknek kitéve folyamatosan, sorban indítja a kisebb csapdákat a BOL berendezésből, a nagyobb csapdákat a BOP-okból csak tényleges rakétaindítás esetén, manuálisan, vagy a rakéta közeledtére figyelmeztető rendszer (MAWS, Missile Approach Warning System) jelére, automatikusan lövik ki.
A Magyar Honvédség Gripenjein többféle zavarótöltetet is alkalmaznak. A BOP/C-hez 118-as (1"×1"×8"-os, 400 + 8000 darab) és 128-as (2"×1"×8"-os, 200 + 7600 darab) 1-2 és 3-5μm közötti tartományban védő infracsapdát és 118-as RR170 típusú, 2–18 GHz sávban védő dipóltöltetet (7600 darab) vásároltak, a BOL-hoz a dipóltöltetek (2560 darab) mellett a sokkal korszerűbb, „Special Material” (különleges anyagú), a látható fény tartományában nem (vagy csak nehezen) látható, pirofórikus tölteteket (3840 darab) is beszerzik, ha az Egyesült Államok a korszerű töltetek exportjához hozzájárul.

#### Adatátviteli rendszer
A Svéd Légierő régóta élen jár a repülőgépek közötti adatátviteli rendszerek alkalmazásában, már a J 35 Draken repülőgépek is képesek voltak adatok átjátszására egymás között a hatvanas években (Stril 50 rendszer), a JA 37 Viggenek már fejlettebb rendszerekkel rendelkeztek (Stril 60), a pilóták például képesek voltak szöveges üzenetek küldésére.
Napjainkban, a hálózatalapú hadviselés koncepciójának a terjedésével a repülőgépek közötti biztonságos titkosított adatkapcsolat általánosan elterjedt lett. A mai Gripenek a TIDLS (Tactical Information Datalink System) rendszert használják, amely a repülőgépek között biztosít titkosított, nagy sávszélességű, zavarvédett digitális kapcsolatot, 500 kilométeres távolságon belül. Lehetővé teszi, hogy az egyik gép érzékelői által látott képet más gépek is lássák és megjelenítsék. A rendszer a földön álló gépeken is használható, így annak pilótája kikapcsolt lokátor mellett is folyamatosan látja a légi harchelyzetet. A rendszer alkalmas emellett arra is, hogy egy repülőgép (egy Gripen, egy Saab-Ericsson 340B Erieye légtérellenőrző repülőgép vagy egy földi radarállomás) lokátora által látott képet más repülőgépekre is átjátsszák, így azok kikapcsolt lokátorokkal, észrevétlenül tudják a célt megközelíteni és megtámadni. A rendszer emellett lehetővé teszi, hogy több gép háromszögeléssel, szintén kisugárzás nélkül állapítsa meg egy cél távolságát. (Ebben az esetben a két repülőgép eltérő irányban látja a célt, és az eltérésből, a két repülőgép távolságát figyelembe véve kapható meg a cél távolsága.) Nehezen észlelhető (lopakodó) célt több lokátor egyszerűbben talál meg: a biztos céljelhez (track) három visszaverődés (plot) szükséges, a repülőgépek ezeket is meg tudják egymással osztani. Lehetséges az is, hogy az egyik gép intenzív zavarást alkalmaz a rádiólokátorával, a másik pedig eközben követi a célt. Intenzív ellenséges rádióelektronikai zavarás esetén több gép lokátorai eltérő hullámhosszakon dolgozhatnak, ezáltal csökkentve a zavarás hatékonyságát.
A magyar repülőgépeken a hasonló kapacitású, de NATO-kompatibilis Link 16 rendszerrel is megtalálható.

## Fegyverzet

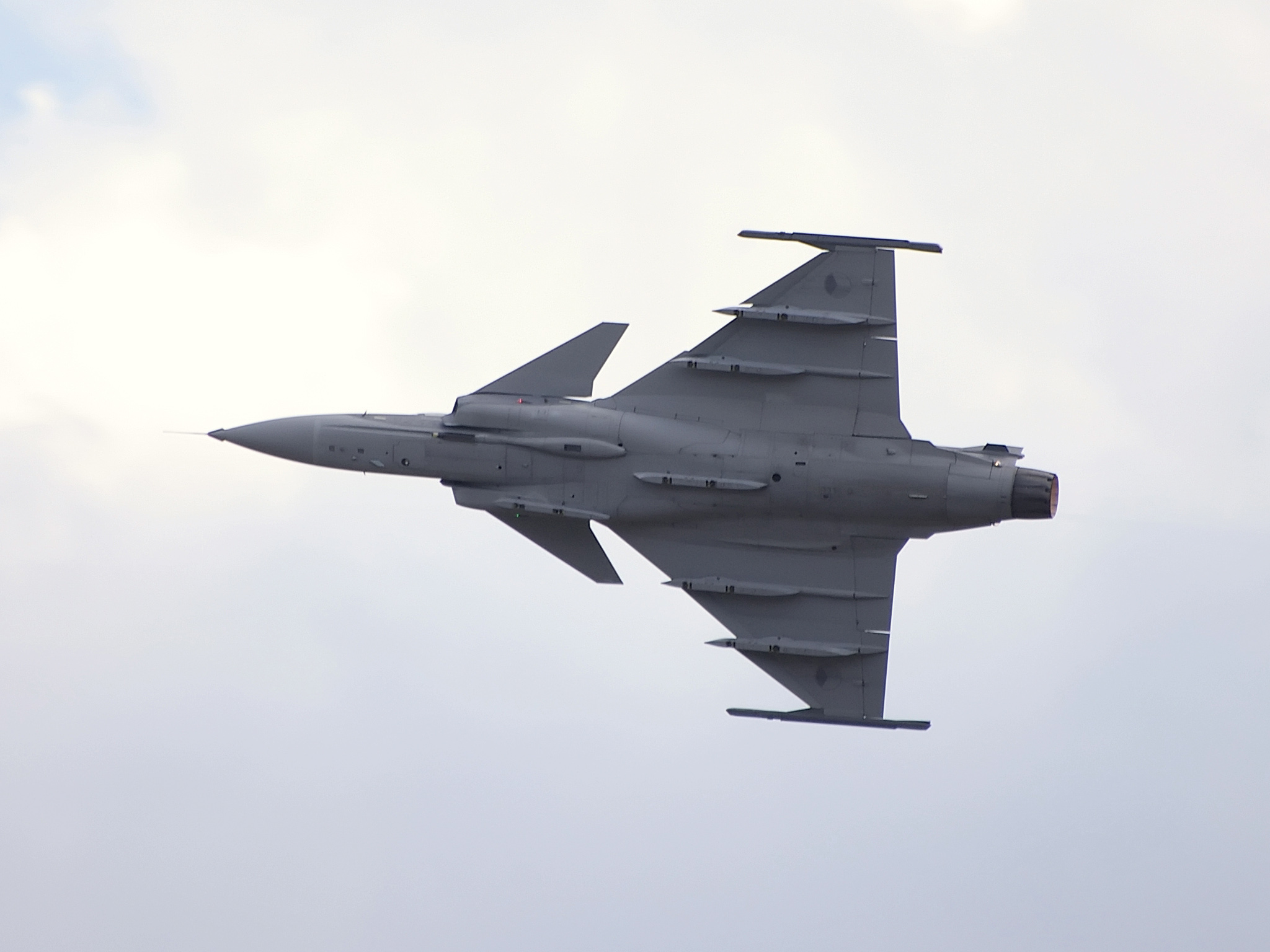
Cseh JAS 39C Gripen alulról. A törzs alatt, a kacsa-vezérsíkok vonalában a gép bal oldalán („fölül”) a BK–27 gépágyú, a jobb oldalon az 5-ös fegyverfelfüggesztő csomópont

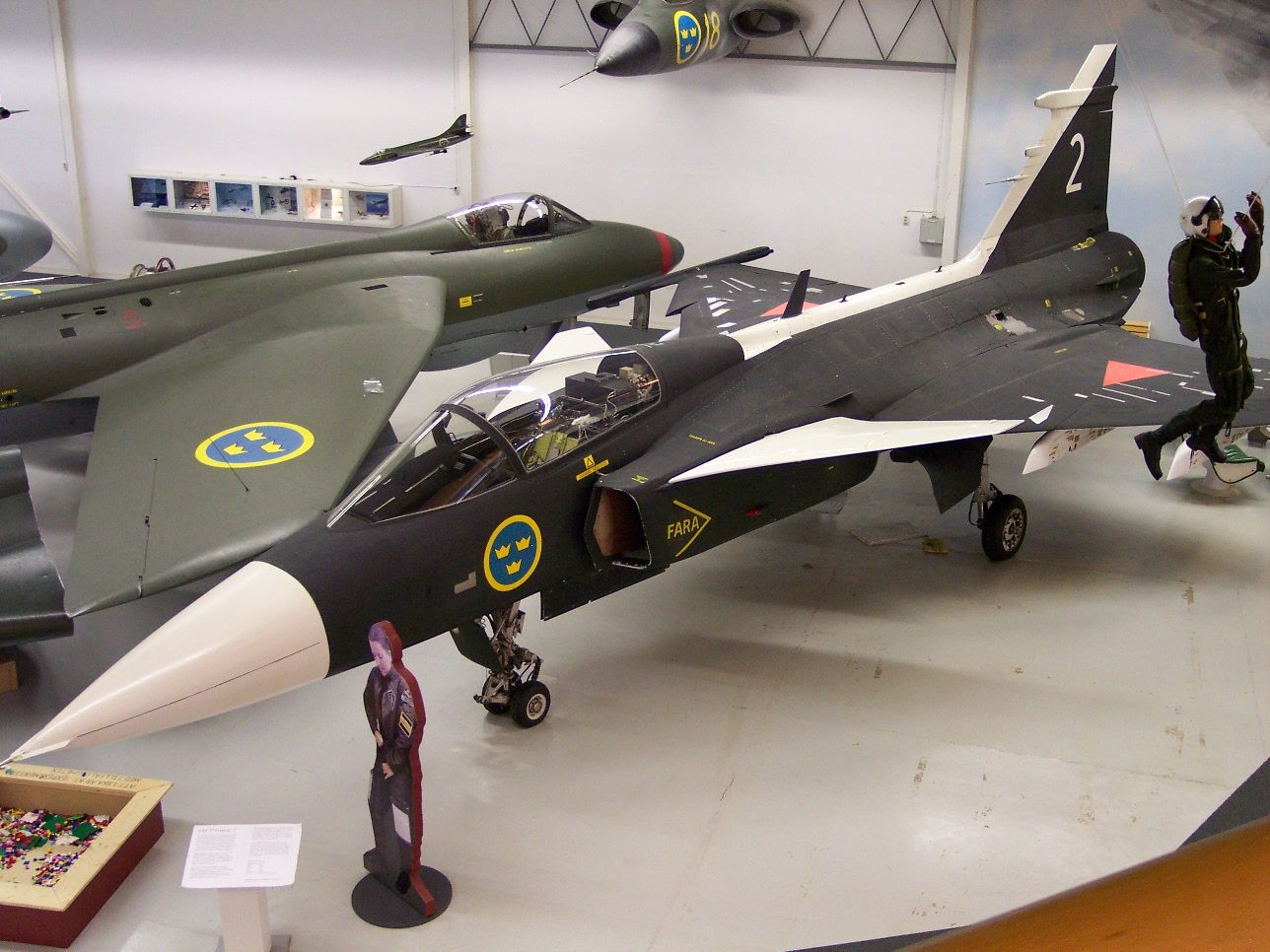
A Gripen egyik prototípusa múzeumban

A beépített gépágyú (amely a kétüléses változatból hiányzik) mellett a fegyverzet nyolc fegyverfelfüggesztő csomóponton helyezhető el.
- 1: Teherbírása 110 kg. A szárny törővégein lévő indítósínekre csak légi közelharc-rakéták (AIM–9 Sidewinder, és a jövőben az IRIS–T) függeszthetők. (Ellentétben például az F–16-tal, amely rendszeresen hordoz ezen csomópontokon is közép-hatótávolságú AIM–120 AMRAAM rakétákat.)

A Sidewinder rakéták függesztésénél komoly probléma, hogy a rakéták szárnyain lévő rolleronok a szárny túl kis csavarási szilárdsága miatt flattering jelenséget okoznak, ami a szárnyszerkezet idő előtti, fáradásos tönkremenetelét okozhatja. Emiatt 200 repült óránként szerelési-javítási munka lenne szükséges, a gyakorlatban a Gripen üzemeltetői a törővégi indítósíneken csak olyan rakétát hordoznak, amelyeken nincsen rolleron. A probléma véglegesen valószínűleg csak a Sidewindernél korszerűbb IRIS–T rakéták rendszerbe állításával fog megoldódni (ezeken a rakétákon nincsen rolleron), addig a repülőgépek ezen csomópontjaira éles Sidewinder rakétát valószínűleg csak harci helyzetekben függesztenek, amikor a kicsit gyorsabb anyagfáradás érdektelen.
- 2: Teherbírása 600 kg. A szárny alatti csomópontra rakéták, bombák és az 530 literes tüzelőanyag-póttartályok függeszthetők.
- 3: Teherbírása 1300 kg. A szárny alatti csomópontra rakéták, robotrepülőgépek, bombák és tüzelőanyag-póttartályok függeszthetők.
- 4: Teherbírása 250 kg. A jobb oldali levegő-beömlőnyílás alatti csomópontra felderítő- és célmegjelölő konténereket és rádióelektronikai zavarókonténereket lehet függeszteni.
- 5: Teherbírása 1100 kg. A törzs középvonala alatti csomópontra felderítőkonténerek, bombák és tüzelőanyag-póttartályok függeszthetők.

### Beépített gépágyú
A Mauser BK–27 gépágyú csak az együléses repülőgépeken van beépítve, a törzs bal oldala alatt, a levegőbeömlő nyílás vonala mögött. Tűzgyorsasága 1680 lövés percenként, de gyakorlásra választható egy kisebb, 300 lövés/perces üzemmód is. A Magyarországon alkalmazott PELE (Penetrator with Enhanced Lateral Effect) elnevezésű repesz-romboló lőszer nem robbanóanyagokon alapul, hanem két, eltérő sűrűségű fémen.

### Légiharc-rakéták
- AIM–9 Sidewinder: A magyar gépekhez a német Diehl BGT Defence által licencgyártott, használt, de felújított AIM–9L I–1 Sidewinder rakétákat vásárolták meg ismeretlen mennyiségben és összértékben. Ellentétben a fegyverzet többi elemével, ez komoly visszalépést jelentett a MiG–29-esek nagy manőverezőképességű, sisakcélzóval integrált R–73-asihoz képest.[68] Az IRIS-T, illetve a sisakcélzó Gripenhez történő rendszeresítésével jelentősen nő a típus harcértéke.
- AIM-120 AMRAAM: A magyar gépekhez 2004-ben 40 darab AIM–120C–5-ös éles rakétát (ezek darabára 530 004 amerikai dollár volt) és 10 darab gyakoroló CATM–120-ast (ára 32 328 USD) vásároltak, a szerződés összértéke 25 389 904 USD volt.[35] 2020-ban 120 darab AMRAAM-C7 típusú rakéta került beszerzésre a Magyar Légierő számára.[69] Ez a rakétatípus a Gripeneken kívül a légierő új légvédelmi rakétarendszeréből: a NASAMS-ből is indítható, vagyis kettős felhasználású.
- IRIS–T – Magyarország ismeretlen számú IRIS-T rakétát rendelt 2021 decemberében 13,6 millió euró értékben.[37]  Későbbiekben további rakéták beszerzése várható.
- Meteor rakéta[70]  az MS20 frissítési csomaggal vetheti be a C/D verzió.[71] A rakéták beszerzése folyamatban van a Magyar Légierő számára.[39]
- Tervezett, még nem integrált rakéták
  -   Denel V4 R–Darter
  -   Denel V3E A–Darter

### Levegő-föld rakéták
- AGM-65 Maverick – A Magyar Honvédség 20 AGM–65G és 20 AGM–65H rakétát, valamint négy gyakorló példányt szerzett be, 17 422 000 amerikai dollár értékben.[72]
- RBS-15F hajók elleni robotrepülőgép
- Tervezett, még nem integrált rakéták
  -   KEPD-350 Taurus

### Bombák
- Irányított bombák 
  -   GBU–10 2000 fontos (934 kg) névleges tömegű  lézervezérlésű bomba
  -     GBU–12 – az 500 fontos (227 kg) névleges tömegű  lézervezérlésű bombák 2017 óta részei a magyar Gripenek arzenáljának. Elsődleges feladatuk a földi csapatok légitámogatása (CAS).[73]
  -     GBU–49 – az 500 fontos (227 kg) névleges tömegű kombinált lézeres és GPS irányítású bombák. Beszerzésük folyamatban van a Magyar Légierő számára.[39]
  - GBU–39 SBD GPS vezérlésű kisméretű 129 kg tömegű sikló bomba, amely több mint 100 km távolságról is bevethető
  - SPICE  irányított bombacsalád a brazil légierő Gripen-E és F gépeire lett integrálva
- Nem irányított bombák
  -     Mk 82 (kétzáras tartókon a Svéd Légierőnél)
  -     Mk 83
  - Mk 84

### Egyéb függesztmények

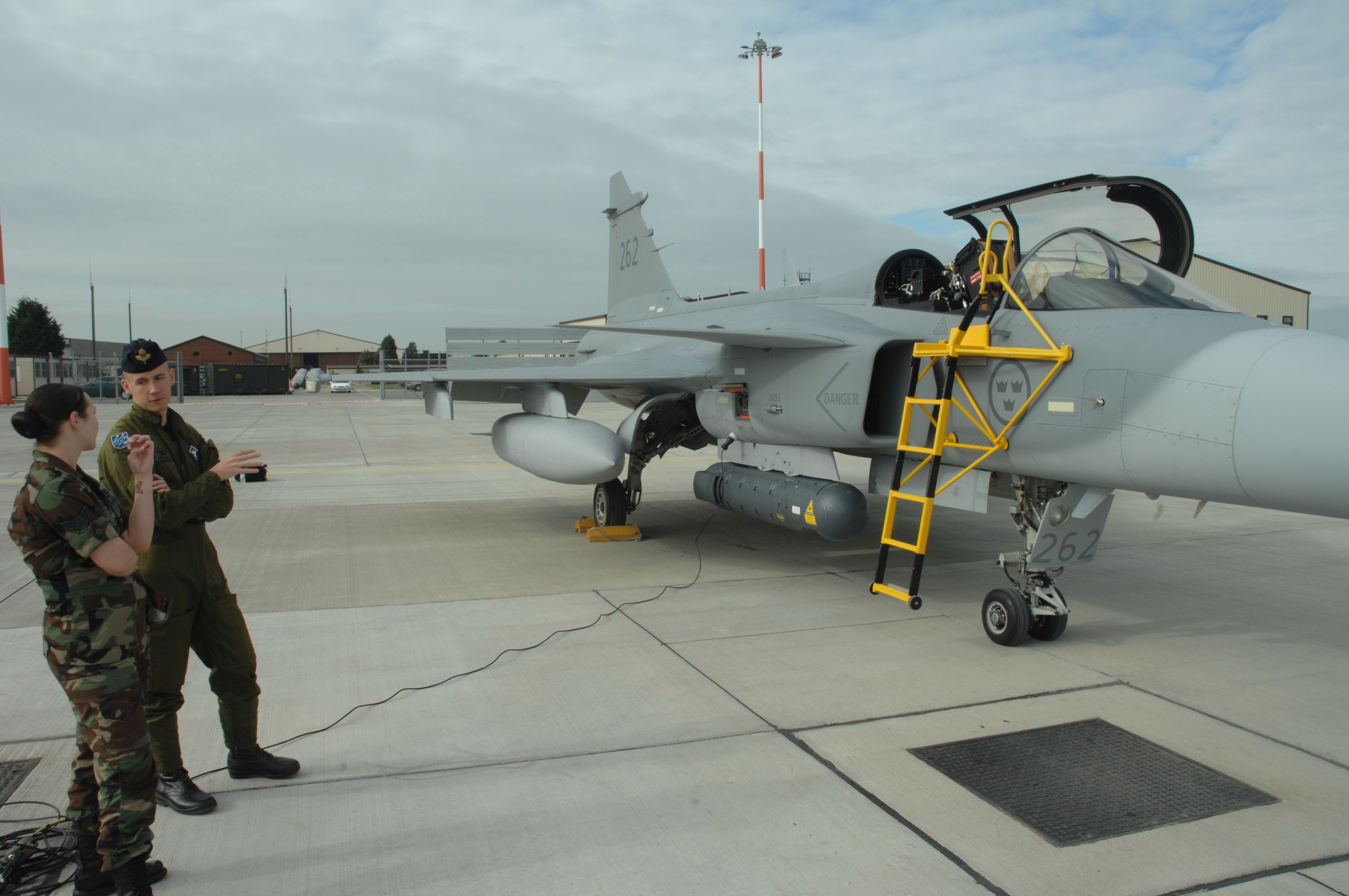
Svéd JAS 39C 2007 szeptemberében RAF Lakenheathen. A szárny alatt egy 1275 literes tüzelőanyag-póttartály, a jobb oldali levegőbeömlő nyílás alatt egy Litening III célmegjelölő konténer (sötétszürke)

- Litening III Célmegjelölő konténer – A magyar gépekhez öt darabot vásároltak[35] összesen 3,571 milliárd forintért.[74]
- SPK–39 Moduláris felderítő konténer
- 530 és 1275 literes tüzelőanyag-póttartályok. A magyar gépeken rendszeresített tartályok eltérő, NATO-kompatibilis függesztőberendezéssel rendelkeznek, mint a svédek. A svájci RUAG gyártja őket, áruk mintegy 70 000 euró.[75]

## Típusváltozatok

### JAS 39A/B
A JAS 39A az együléses alapváltozat, a JAS 39B a kétüléses gyakorlóváltozat, amelyet speciális, több embert igénylő feladatokra, például rádióelektronikai zavarásra és célmegjelölésre is fel lehet használni. A JAS 39B 65,5 centiméterrel hosszabb, mint az együléses, és hiányzik a beépített gépágyúja. A pilótakabin mögött alakították ki a légkondicionáló rendszer levegő-beömlőnyílását. A sorozatgyártás megkezdése előtt összesen 5 darab együléses prototípus épült.
JAS 39A Batch 1
1992 és 1996 között legyártott széria, összesen 30 darab együléses repülőgéppel, a széria utolsó darabját alakították át a JAS 39B kétüléses prototípussá.
Mk.1 avionikai készlete Hughes gyártmányú Head Up Displayt, monokróm katódsugárcsöves kijelzőket, D80 központi számítógépet, PP1/PP2 display-processzort, három MIL-STD 1553B adatbuszt, és Mircoturbo TGA15-090 APU-t (Auxiliary Power Unit-kiegészítő energiaforrás) tartalmazott. A Magyarországnak exportált 14 gépet ezen széria 16 gépéből építették át.
JAS 39A Batch 2
1996–2001 között gyártották, összesen 61 darab készült belőle.
Mk.2 avionikai készlete Kaiser gyártmányú Head-up Displayt, D80E központi számítógépet, PP12 display-processzort, és Mircoturbo TGA15-328 APU-t tartalmazott.
JAS 39A+ Batch 2
Továbbfejlesztett változat, PS-05/A lokátorral és MACS D96 központi számítógéppel.
2001–2002 folyamán épült 14 repülőgép.
JAS 39B Batch 2
Sorozatgyártott kétüléses változat.
1996–2003 között épült 14 darab.

### JAS 39C/D

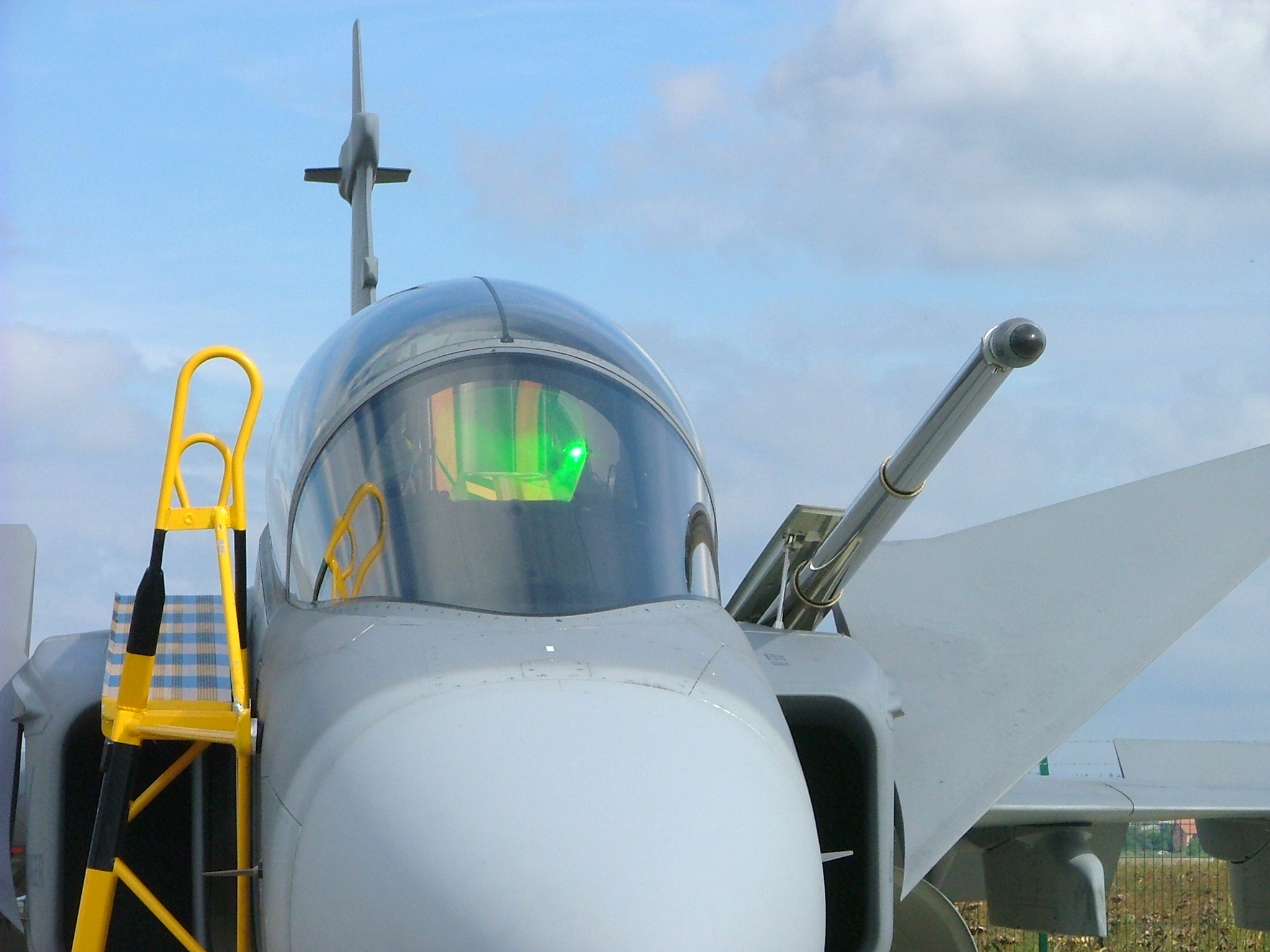
A Cseh Légierő JAS 39D repülőgépe szemből, a gép bal oldalán látszik a légi utántöltő berendezés nyitott csonkja. A HUD reflexüvege zölden csillog

JAS 39C Batch 2 (Export Baseline Standard)
Mk. 3 avionikai készlet, színes folyadékkristályos kijelzőkkel és Sundstrand APU-val.
2002–2003 között készült 20 repülőgép.
JAS 39C Batch 3 (Export Baseline Standard)
Mk. 4 avionikai készlet, nagyobb méretű folyadékkristályos kijelzők, öt MIL-STD 1553B digitális adatbusz, RM-12UP korszerűsített hajtómű FADEC-kel (Full Authority Digital Engine Control-Teljesen Digitális Hajtóművezérlés).
2002–2007 között épült 50 darab.
JAS 39D Batch 3
Továbbfejlesztett kétüléses repülőgép.
2002–2007 között épült 14 darab.
JAS 39C/D SAAF
Az Export Base Standardból fejlesztett repülőgép a Dél-afrikai Légierő számára, dél-afrikai gyártású berendezésekkel és szerkezeti elemekkel kiegészítve.
2003–2012 között épült 19 együléses és 9 kétüléses repülőgép.
A dél-afrikai gépek különlegessége a harci radar mellé beépített külön időjárási lokátor és a saját fülke-kijelzővel ellátott, egyedi navigációs számítógép – ezzel a repülés során a pilóták számára állandóan látszik és folyamatosan frissül az adott pillanatban elérhető kitérő repülőterek listája. (Az ország nagy mérete és igen gyorsan változó időjárása miatt jelentős kockázata van a meteo-helyzet hirtelen romlásából következő gépveszteségnek, mivel a tartalék repülőterek viszonylag távol helyezkednek el és csak szerény földi műszerezettséggel rendelkeznek.)
JAS 39C/D EBS HU

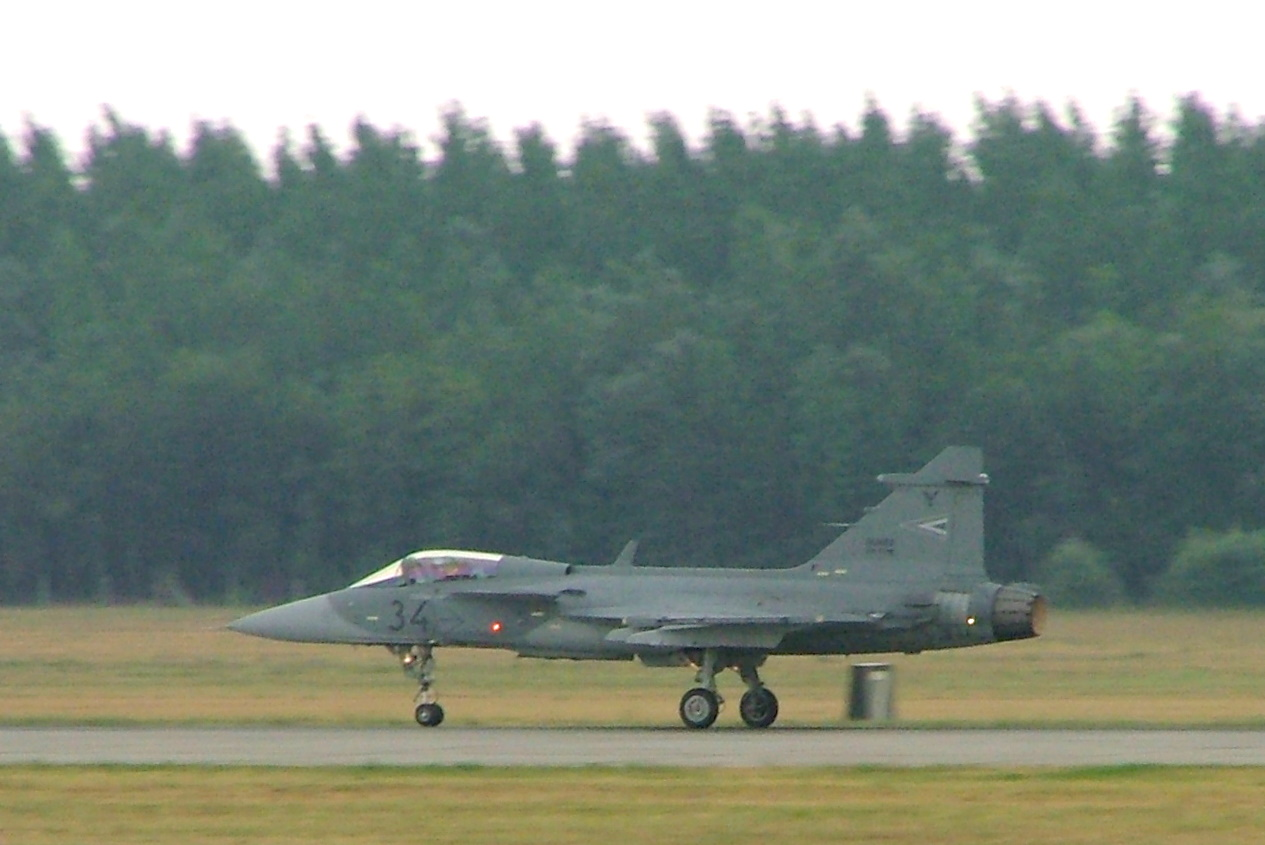
Magyar JAS 39C EBS HU

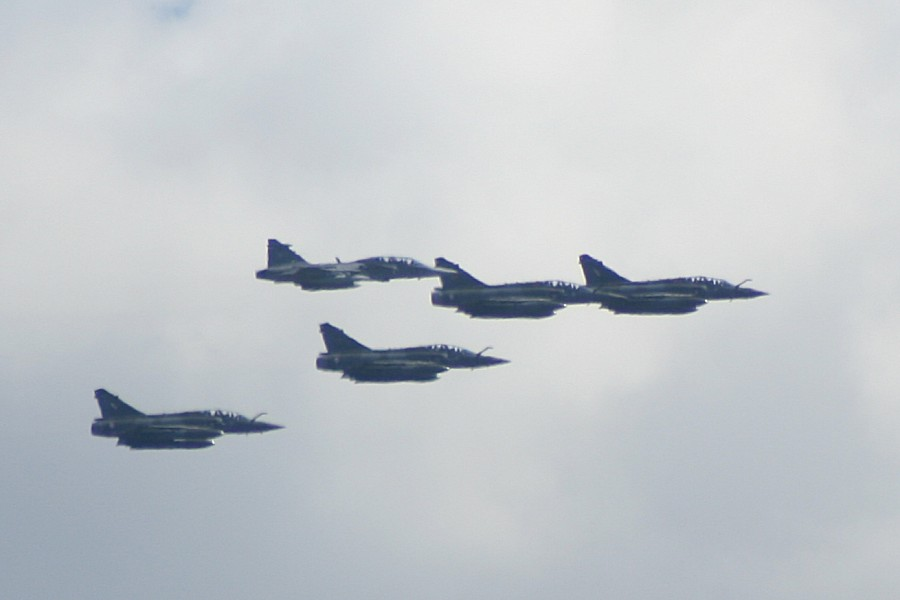
Magyar JAS 39D Gripen és négy Mirage 2000D Párizs felett a 2008. július 14-i díszszemlén

A Magyarországnak gyártott változat különleges (EBS HU: Export Baseline Standard Hungary), mert ezek a repülőgépek az A/B változat sárkányán alapulnak (használt repülőgépek átalakításával jött létre az új repülőgép), kivéve a törzs középső részét, ez a légi utántöltő csonkja miatt teljesen új gyártás. Az avionika a C/D változaton alapul, néhány esetben, egyes svéd rendszerek NATO-inkompatibilis volta miatt, eltérő berendezéseket építettek be (például Link-16). 2003-tól a svéd repülőgépeket is módosítják a NATO-szabványok szerint, mert a nemzetközi missziókban való részvételhez elengedhetetlenek ezek a fedélzeti rendszerek.
Fontosabb eltérések a svéd repülőgépektől:
- Link-16 adatátviteli rendszer a svéd TIDLS helyett.
- Mk. XII IFF (Identification friend or foe – Saját-Idegen azonosító).
- Kijelzők angolszász skálázása (méter és km/h helyett lábban és csomóban jelennek meg az adatok), a svéd gépeken is bevezették.
- NATO-szabványnak megfelelő fegyverfelfüggesztő pilonok. Ezeket a dél-afrikai Denel gyártja, és mind a 30, mind a 14 collos horogtávolságú függesztmények rögzítésére alkalmasak. A függesztmények ledobása a korszerűnek számító sűrített levegős módszerrel történik. (Régebben ezt a munkát piropatronok végezték, amelyeket minden használat után be kellett tölteni.)
- OBOGS (OnBoard Oxygen Generation System – Fedélzeti oxigén-előállító rendszer).[78]
- Az infracsapda-kilövőket a légiharc-rakéták szárny alatti indítósínjeibe építették be (a törővégi sínekbe a besugárzásjelző rendszer antennái kerültek), ami egyúttal azt is jelenti, hogy amennyiben a repülőgép a szárnyai alatt földi célok elleni fegyvereket vagy póttartályokat hordoz, védtelenné válik a légvédelmi és a légiharc-rakétákkal szemben. A törzsvég jobb oldalán lehetőség van az ALE–40 vagy ALE–47 infracsapda-szóró berendezés beépítésére, de ez egyelőre csak terv.
- A kabin belső világítása és műszerei éjjellátóval kompatibilisek.

### JAS-39E/F
2008-ban, egy JAS-39B kétüléses példány (39.803) átépítésével született meg a Gripen NG kísérleti repülőgép, amely május 27-én emelkedett először a levegőbe. A gép fő szerkezeti változtatása az áttervezett főfutó: az eredetit a törzsbe húzták be, ezt a megvastagított szárnyba, a törzsbe pedig egy újabb tüzelőanyag-tartály került. Már az erősebb F414–GE–400 hajtóművet építették, a francia Thalessel fejlesztett AESA rendszerű rádiólokátora még nem készült el, emellett tervezik rakétaindításra figyelmeztető, az ultraibolya tartományban működő érzékelőrendszer (MAW 300) beépítését is. A gépen tervezik kipróbálni a későbbi változatok több rendszerét. A törzs alá két új fegyverfelfüggesztési csomópont került, ezek alkalmazásakor a törzs alatti középső és a szívócsatorna alatti nem használható, mert nem férnek el rajtuk a függesztmények. A repülőgép, nagyobb tolóerejű hajtóművének köszönhetően képes a szupercirkálásra, azaz a szuperszonikus repülésre az utánégető használata nélkül, 2009 elején nagy magasságban elérte az 1,2 Mach sebességet. A mintegy 10 éves fejlesztési munka eredménye az együléses JAS 39E Gripen és a kétüléses JAS 39F lettek.
Az új repülőgép újratervezett testében jóval erősebb hajtómű van (mintegy 2,5 tonnával nagyobb a megengedett felszállósúly), a plusz teherbírást pedig főleg a több üzemanyag és fegyver cipelése "viszi el". Szintén érdekes, hogy a gép futóműrendszerét is áttervezték: az orrfutómű teherbírása valószínűleg csökkent azzal, hogy kétkerekesről egykerekesre váltottak, és a segédfutóművek sem a gép törzsébe húzódnak vissza, mint korábban, hanem a szárnyak tövébe (bár ez utóbbira szintén inkább az üzemanyag-kapacitás növelése miatt volt szükség). A Gripen E fegyverzete is bővült: az egyik újdonság az SDB (Small Diameter Bomb) bomba, amely kioldás után kinyíló szárnyaival akár száz kilométert repülhet becsapódás előtt. A másik a Meteor nevű levegő-levegő rakéta. Bár a Gripen E változata 40 százalékkal több üzemanyagot vihet magával, mint a korábbi modellek. Egyes értesülések szerint az izraeli SPICE bombák is bevethetőek az új típusról.
Az új SELEX Raven radar főelőnye, hogy a kb. 1000 sugárzó elemet tartalmazó AESA antenna egy ferde, forgatható lemezre (ún. swashplate) van felépítve, így a radarnyalábot az elektronikus sugár-eltérítés határán túlra is ki lehet téríteni – vagyis a RAVEN radar azonos hatásfokkal alkalmazható a földi és légi célok elleni tevékenységben. Mivel a SELEX cég szállítja a Gripen-E infravörös célkereső (IRST) "gömbjét" is, a két felderítő eszköz összehangolása probléma-mentesnek ígérkezik a következő generációs svéd vadászbombázó repülőgépen. A Raven radar megoldásának hátrányai a mozgó mechanikus alkatrészek miatt megnövekvő karbantartási igény és a csökkenő megbízhatóság, továbbá a forgórész okozta tömegnövekedés.
2016. június 19-én bemutatták Linköpingben az új Gripen E/F-t. Az új repülőn próbálták ki az új Selex ES-05 Raven radar képességeit, a műholdas kommunikációs rendszert, az infravörös célmegjelölő és célkövetőrendszert, és az új F414-GE-39E típusú hajtóművet is. 2017. június. 15-én teljesítette első felszállását a Gripen E első prototípusa (39-8, az első amely nem átépítésből született), az általános repülési jellemzők és a fedélzeti rendszerek tesztelése történt meg.
2018. november. 28-án teljesítette első felszállását a Gripen E második prototípusa (39-9) mely a harcászati rendszerek ellenőrzésére szolgált. 2019. június 10-én teljesítette első felszállását a Gripen E harmadik prototípusa (39-10), amely a sorozatgyártás előtti minőség-ellenőrzést hivatott teljesíteni, később 2019. szeptember 10-én a brazil légierő vehette át Linköpingben, a brazil pilóták is részt vesznek a teszteken, 2021-től már Brazíliában.
2019. december 16-án a Saab bejelentette, hogy elkezdődött az első sorozatgyártott Gripen E repülési tesztje. Az első széria-E gyártását 2020 januárjában kezdték el és a Saab előrejelzése szerint az év végéig 8 db készülne el. A linköpingi gyártósor kapacitását évi 24 darabra méretezték.
Svédország hatvan darab együléses E változatot rendelt 4,2 milliárd euró értékben, melyeket 2026-ig kell leszállítani a svéd légierőnek. Másik megrendelő országként Brazília harminchat darabot rendelt 5,4 milliárd dollár értékben, melyből 28 darab együléses és 8 darab kétüléses F változat lesz. Tizenöt darabot helyi brazil üzemek végszerelnek. A megrendelt mennyiséget 2021–2025 között adja át a gyártó.
Az gyártó Saab 2020 novemberében Malmőben átadta a Védelmi Minisztériumnak a 396004 sorozatszámú repülőgépet további tesztek végrehajtására. Itt a gyártó az FMV-vel, a légierővel közösen teszteli és fejleszti tovább a változatot.
Az új Gripen változat első külföldi megrendelője Brazília lett.

### Sea Gripen
Elsősorban India és Brazília számára ajánlott tengerészeti változat a Eurofighter hajtóművével felszerelt Sea Gripen változatra. Ezen, régebbi repülőgépeiket leváltó országok rendelkeznek – az amerikai CVN egységeknél kisebb méretű – repülőgép-hordozókkal, melyekre a 2010-es évtizedben terveznek repülőgépeket vásárolni, ideális esetben a légierőével megegyező típust.
Több konkurens gyártó repülőgépe (pl. Rafale-M, F/A–18 Hornet, MiG-29K) alkalmas a repülőgép-hordozó fedélzeti üzemre, ezek azonban nagyobb méretű hajót igényelnek. (A francia CdG atommeghajtású hordozót pl. a megépítése után félbe kellett vágni és egy újabb 4 méteres szekcióval megtoldani, mivel rövidnek bizonyult a Rafale-M típus üzemeltetéséhez.)
A Gripen tervezése során, Svédországnak nem lévén repülőgép-hordozója, nem volt szempont a hajófedélzeti üzemeltetés – azonban a közúti-erdei rejtett kifutópályákhoz tervezett gép gyárilag alkalmas az ún. kilebegtetés nélküli, rövid, durva leszállásra és a sárkány-szerkezete ennek megfelelően erős kivitelű. A Sea Gripen gép kis méretei miatt nem tervezik a szárnyak felhajtását lehetővé tevő bonyolult csuklószerkezetek beépítését, amelyek a nagyobb méretű, kéthajtóműves gépeknél szükségesek a hajófedélzet alatti hangárban történő tároláshoz.
A hajófedélzeti üzemhez a Gripent fel kell szerelni a leszálláshoz szükséges fékhoroggal és az orrfutót át kell alakítani, hogy alkalmas legyen a katapultálásra – amennyiben ez utóbbit a vevő igényli. (A Sea Gripen katapult nélkül is indítható lesz ún. "síugró sánc" rámpával felszerelt orrkiképzésű hordozó hajókról, de ez esetben a fegyverzeti terhelést és az üzemanyag-feltöltést jelentősen, 35%-kal csökkenteni kell az elérhető max. 7800 kg-hoz képest.)
A fő problémát a fel- és leszálláskor a sárkányszerkezetre átadott hatalmas erők jelentik, ezek sérülésmentes felvételéhez a repülőgép szerkezetét át kell tervezni, ez a Gripen NG demonstrátor példány építésekor már részben megtörtént. A főfutókat eredetileg is erősre tervezték, emiatt ezek megfelelhetnek. A tengerészeti repülőgépek esetében kiemelt szempont a korrózióvédelem – ami részben gyárilag megoldott, mivel a Gripent az esős, ködös és havas svéd klímához tervezték, másrészt a gép szerkezete főleg az időjárásálló kompozit műanyagokból készül.
További problémát jelentene az egyhajtóműves Sea Gripen típust kiemelten fenyegető, nagy testű tengeri madarakkal való találkozás veszélye. A Volvo Aero Engines cég az általa licencben gyártott amerikai F414-es hajtóműveket egy csúcstechnológiájú fém-kerámiai mátrix anyagú álló-lapátsorral kívánja megerősíteni az ütközésvédelem növelésére.
A Gripen repülőgép már rendelkezik hajók elleni fegyverzettel (pl. RBS-15), így az avionika átalakítása viszonylag egyszerű lehet. Problémát jelent viszont, hogy a potenciális fő megrendelő Indiának jelenleg nincsen katapulttal felszerelt repülőgép-hordozója, így a Sea Gripen berepülését csak csökkentett harci teherrel tudnák elvégezni.
A Sea Gripenre egyelőre nem mutatkozik komoly érdeklődés, így alig több egy ötletnél.

## Üzemeltetése, harci alkalmazása
A típussal napjainkig (2020) nem vívtak éles légiharcokat az öt ország légierőinek repülőgépei, légi győzelme és vesztesége nincs.

### Svéd Királyi Légierő
A Svéd Légierő négy géppel 2006-ban részt vett az amerikai Red Flag hadgyakorlaton, hogy bizonyítsa a típus interoperabilitását, illetve tapasztalatokat szerezzen a NATO-val közös műveletekben. 2008-ban ismét részt vettek a 08–3-as turnusban hét géppel (köztük a 221-es, 225-ös és 231-es C-kel, valamint a 816-os és 826-os D-kel). Svéd gépek részt vállaltak a NATO Afganisztánban vállalt stabilizációs műveleteinek (ISAF) támogatásában is.
2011-ben a Líbia elleni NATO beavatkozásban is részt vállaltak két, egymást váltó kontingenssel (Flygvapnet Libyen 01 és 02). Az első nyolc Gripen – 247, 249, 261, 262, 263, 269, 270, ... – április 2–3-án települt át a szicíliai Sigonella légi támaszpontra egy C–130 kíséretében, kecskeméti közbenső leszállással. Svéd belpolitikai okokból támadó műveletekben nem vehettek részt, csak felderítő bevetéseket, illetve légtérvédelmet láttak el, légi utántöltéssel. Egy ízben RM12 hajtómű cseréjére került sor, amelyet tábori körülmények között végeztek, sikeresen.
A svéd gépek általában üzemanyag-póttartályokkal, SPK 39 felderítő konténerrel, IRIS–T és AMRAAM légiharc rakétákkal, illetve Litening III célfelderítő és célmegjelölő konténerrel voltak felszerelve. A líbiai területre berepülő gépek egy lézer-irányítású bombát is hordoztak az esetlegesen támadó, földi telepítésű légvédelem elleni alkalmazásra – éles kioldásra azonban nem került sor.
A Litening III konténert részben a lézerbomba irányíthatósága, részben pedig az általa biztosított valós idejű képtovábbítási lehetőség miatt hordozták a svéd Gripenek – az SPK-39 hadszíntéri légi felderítő konténer felvételeit ugyanis jelenleg csak leszállás után lehet letölteni, a rádiós és műholdas adatátvitel modul még fejlesztés alatt áll. A svéd gépek által gyűjtött felderítési információk mennyiségét, pontosságát és gyorsaságát ennek ellenére nagyra értékelte a nemzetközi erők parancsnoksága.
Az FL 01 kontingenshez csatlakozott egy svéd S 102 B SIGINT-repülőgép is, ez azonban nem töltött Sigonellán jelentős időt. A június végi FL 02-es váltás már csak öt géppel szolgált, de az FL 01-ben is változtak a kezdeti gépek. A kezdeti kerozinproblémákat nem számítva repülőesemény a Gripen-kontingensnél nem lépett fel.

### Cseh Légierő
A Cseh Légierő négy együléses C gépe 2009. május 1 – augusztus 31. között a Baltikum felett látott el légi rendészetet, melynek során több alkalommal fogtak el, vagy vezettek ki orosz katonai repülőgépeket a baltikumi országok légtereiből. Noha éles fegyverzettel voltak felszerelve, imitált légi harcokat nem vívtak, ellenséges provokációra nem került sor.

### Magyar Légierő
A Magyar Légierő gépei 2007-ben részt vettek a Szardínia szigetén rendezett NATO hadgyakorlaton, azonban a típust ez időben sújtó gyártói korlátozások miatt csak –3 g-s túlterhelés volt limitálva. A kiképzett hajózóállomány 2008. június 10–13. között a Légi Fölény 2008 hadgyakorlat keretében hajtotta végre első élesrakéta-lövészetét a svéd Vidsel melletti lőtér felett, öt együléses és egy kétüléses géppel – 34, 36, 39, 40, ? és 4? – települtek ki és vissza. Gépágyús lövészet az egy évvel korábbi cseh „majdnem-baleset” miatt elmaradt. Június 13-ától pedig a louisianna-i Légi Nemzeti Gárda 122. vadászszázadának F–15A és F–15C-ivel hajtottak végre közös légiharcászati gyakorlatot (DACT, dissimilar air combat training), a magyar MiG–29-flottával együtt.
2010. április 26. és május 7. között rendezték meg Kecskeméten az amerikai–magyar szervezésű Load Diffuser 2010-et, melyen az ohiói Légi Nemzeti Gárda 178. vadászezredének nyolc F–16C/D-ivel végeztek közös gyakorlatokat a Magyar Légierő Puma és Dongó vadászszázada.
Az első éleslövészetet négy év múlva újabb követte, 2012. március 16–március között a Légi Fölény 2012 hadgyakorlat keretében hajtottak végre élesrakéta-lövészetet Svédországban. Két An–26 – 407 és 603 – és hét Gripen, öt együléses és mindkét kétüléses – 30, 32, 33, 34, 35, 42, 43 – települt ki és vissza. Az élesrakéta-lövészet MQM–107 pilóta nélküli repülőgép vontatta infracélra történt, a gépágyús lövészet Learjet 35 által vontatott célzsákra történt 19-étől. Rakétalövészeten alkalmazták a Litening III lézeres célmegjelölő konténerrel (LDP) kombinált célazonosítást is. Április elején a szintén svéd, Ronneby támaszponton szervezett Lion Effort 2012-n a thai gépeket kivéve az összes, Gripent üzemeltető ország részt vett. A magyar kontingenst a Légi Fölény 2012-n részt vett hét gép közül öt képviselte.
A Csehországban megrendezett Lion Effort 2015 hadgyakorlaton 2015. május 19-én leszállás közben a 42-es oldalszámú kétüléses JAS 39 EBS HU túlfutott a čáslavi futópályán, majd a két pilóta – Ugrik Csaba dandártábornok és Gróf Gergely őrnagy – sikeresen katapultált, a lesodródó repülőgép pedig összetört, javíthatatlan károkat szenvedett. A vizsgálatok még tartanak. A helyszínelést a cseh és magyar szakemberek május 21-én délután befejezték, majd a roncsot egy repülőtéri hangárba, ahonnan az elszállítása történik. A gép pótlásaként 2016. július 1-jén adtak át a Magyar Légierőnek egy kétüléses JAS 39D gépet, amely a 44-es oldalszámot kapta.
2019.08.28 amerikai sajtóértesülések szerint, mint egy 500 millió $ (148 Mrd. Ft) értékben 180 db AIM-120-C típusú közepes hatótávolságú légiharc rakétákat vásárolna a Magyar Honvédség feltehetően a Gripenek részére. A rakéták egy része a NASAMS légvédelmi rendszer részeként lesz hasznosítva.
2021 augusztusában megállapodás született a magyar Gripenek tovább fejlesztéséről: a gépek új MS20 block 2szoftvercsomagot kapnak, modernizálják a radarokat (+70% felderítési távolság) illetve a METEOR és IRIS-T rakéták valamint a GBU-49 lézer-GPS kombinált vezérlésű bombák is bevethetővé válnak a fejlesztés után.

### Dél-afrikai Légierő
A Dél-Afrikai Légierőnek komolyabb üzemeltetési problémáik vannak: a repülőgépeik nagy része használhatatlan állapotban van.

### Típusismertetők

#### Magyarul
- Gripen.hu Archiválva 2006. július 18-i dátummal a Wayback Machine-ben
- A HTKA Lapcsoport Gripen típusismertetője
- JAS-39 Gripen – A Harcirepülők.hu oldalon

#### Angolul
- A FAS.org ismertetője
- A Gripen a Globalsecurity.org-on
- A Gripen az FMV oldalán
- The SAAB JAS 39 Gripen – Az Air Vectors típusismertetője
- NATO Interoperable Gripen Arrives
- Saab AB JAS 39A Gripen
- Saab JAS 39 Gripen
- JAS 39 Gripen
- The JAS-39 Gripen: Sweden's 4th Generation Wild Card
- Air Vectors
- SAAB JAS 39 Gripen (1992–)
- JAS 39 Gripen in Detail Archiválva 2007. szeptember 27-i dátummal a Wayback Machine-ben
- Gripen galéria
- Superfighter.hu – Számos fotóval a magyar Gripenekről
- Saab AB JAS39 Gripen From Scramble – The Aviation Magazine

### Fórumok
- Mig 29 vs. F 16 vs. Gripen az index fórumán
- Gripen téma a HTKA fórumán[halott link]
- Az ACIG.org fóruma a Gripenről[halott link]
- Az F-16.net fóruma a Gripenről

### Egyéb
- Cikk a Gripen aerodinamikai elrendezéséről, angolul
- A Gripen, az F-16 és az Eurofighter nagyon alapos összehasonlítása, német nyelven
- Gripen makes first flight with new HMD
- Gripen to get new displays
- Az Mk 10L katapultülés honlapja
- A magyar Gripen-program